# メジャーリーグベースボール

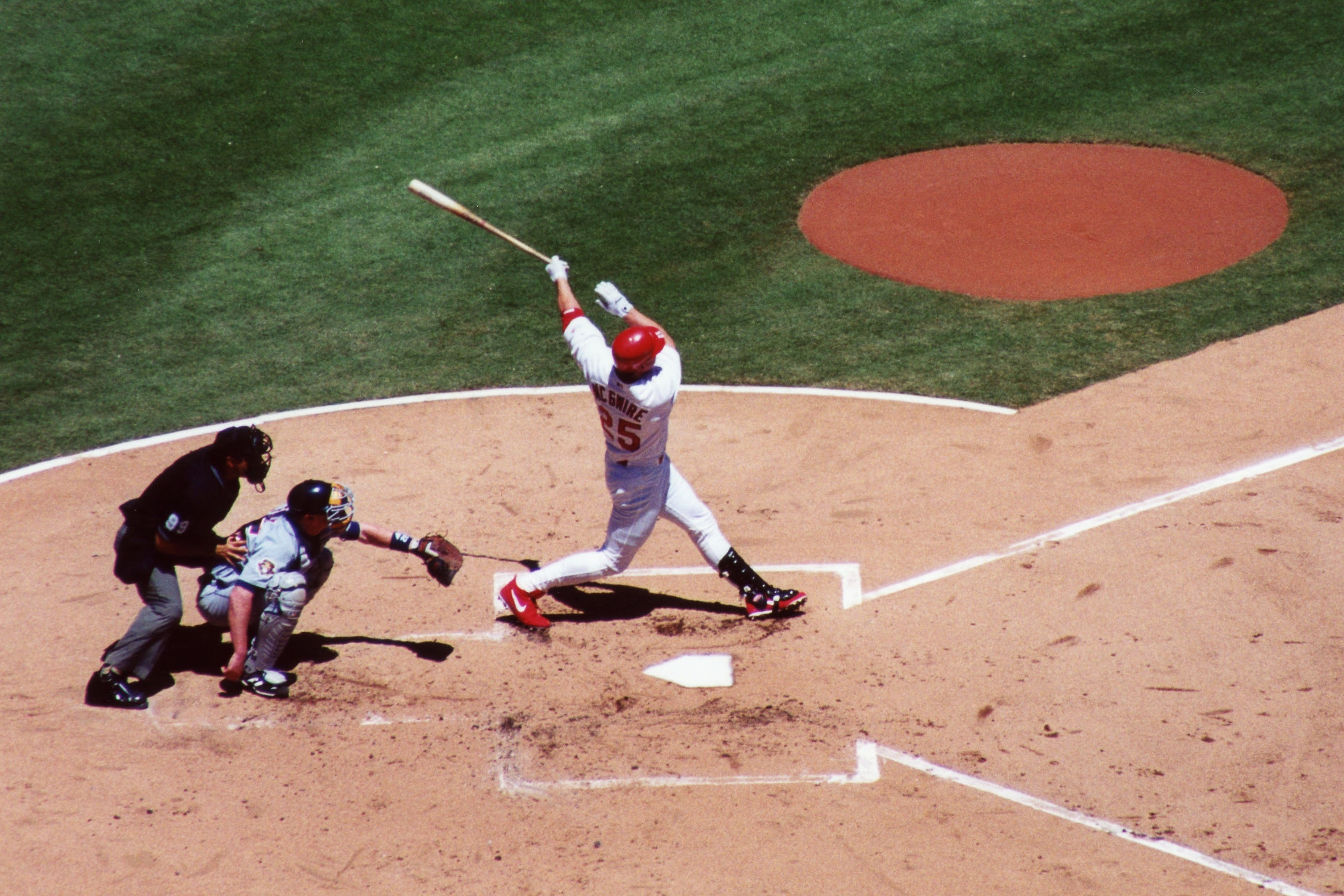
打席でバットを振るマーク・マグワイア（2001年）

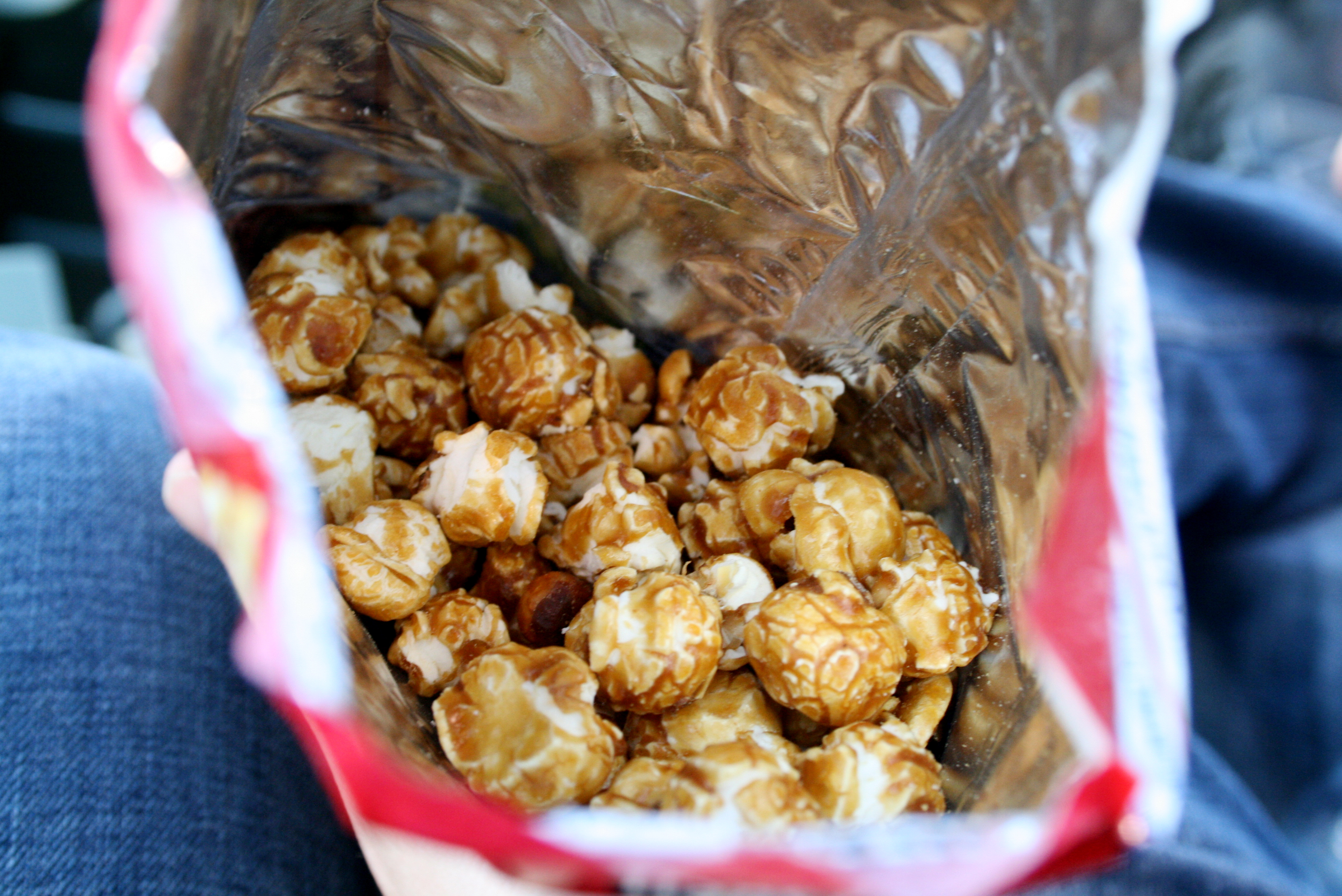
クラッカー・ジャック

メジャーリーグベースボール（英語: Major League Baseball、英語発音: /méɪdʒɚ líːg béɪsb`ɔːl/; 略称: MLB）は、アメリカ合衆国、及びカナダ所在の合計30球団により編成される、世界で最高峰のプロ野球リーグであり、北米4大プロスポーツリーグの1つである。厳密には、1903年に発足したナショナルリーグとアメリカンリーグの2つのリーグの共同事業機構で、両リーグの統一的運営をしている。
日本では「メジャーリーグ」「大リーグ」（だいリーグ）とも呼ばれる。昭和時代においては「アメリカ大リーグ」と呼ばれていた。メジャーリーグの別名「ビッグリーグ (Big League)」の呼称は、2025年現在においても使用されている。
メジャーリーグベースボール（以下、MLB）は、ナショナルリーグとアメリカンリーグの2リーグ（各々15球団）からなり、アメリカ合衆国に本拠地を置く29球団（アメリカン・リーグ14、ナショナル・リーグ15）とカナダに本拠地を置く1球団（アメリカン・リーグ所在）の全30球団から構成されている。各チームはリーグごとに東地区、中地区、西地区に所属する。アメリカ合衆国外からは過去にモントリオール・エクスポスとトロント・ブルージェイズの、共にカナダの2チームが参加していたが、2005年にエクスポスがワシントンD.C.に本拠を移転（同時にワシントン・ナショナルズに球団名変更）したため、アメリカ合衆国外チームは2025年現在ブルージェイズの1チームのみである。
試合形式は、レギュラーシーズンとポストシーズンで構成され、最終的に各リーグの優勝チームがワールドシリーズと呼ばれる優勝決定戦を行いワールドチャンピオンを決定する。レギュラーシーズンは4月初旬から9月下旬にかけて各チームが162試合を行い地区優勝とワイルドカード入りを争う。10月初旬からポストシーズンがトーナメント形式で行われる。トーナメントでは各段階ごとにワイルドカードシリーズ、ディビジョンシリーズ、リーグチャンピオンシップシリーズ、ワールドシリーズと冠される。そのワールドシリーズ優勝後にFAで移籍などをした場合は翌年にワールドシリーズ指輪が渡される。シーズン中にトレードになった選手は除外である。

## 歴史

### 「メジャーリーグ」の誕生
1850年代後半、ニューヨークスタイルの「ベースボール」は南北戦争を期にアメリカ合衆国北東部を中心に各地に普及し、野球の最初のアマチュアリーグとなる全米野球選手協会（NABBP）が生まれた。NABBPは12年間続き、最も拡大した1867年には400以上のチームがメンバーとなっていた。1860年代前半には選手の中に報酬をもらって野球をする、いわゆるプロ選手が登場しはじめていたとされる。プロ選手に関する正式な規定は1868年に制定され、翌1869年に結成されたシンシナティ・レッドストッキングスは、プロ選手だけで構成された初めてのプロチームとなり、地方各都市を巡業してその名を馳せた。レッドストッキングスの成功をうけ、あとを追うようにプロチームが各都市に次々に誕生したが、次第にプロ選手とアマチュア選手の間で内部分裂がおき、全米野球選手協会はアマチュア組織とプロ組織に分割することとなった。こうして、1871年には最初のプロ野球リーグ、全米プロ野球選手協会（ナショナル・アソシエーション、NA）が創設されたが、リーグ運営は5年で破綻してしまった。この時、現在に残るチーム、シカゴ・ホワイトストッキングス（のちのシカゴ・カブス）とボストン・レッドストッキングス（後のアトランタ・ブレーブス）が誕生している。
1876年に現在まで続くナショナルリーグ (NL) が発足。このリーグが最初のMLBとされる。1876年4月22日フィラデルフィアにあるジェファーソン・ストリート・グラウンズで最初の試合が行われた。NLは所属選手の契約を強制し高額報酬によるライバルリーグへの流出を防ぎ、これまでは頻繁に起きた優勝を逃したチームの消化試合の中止をなくし全てのスケジュールを予定通り行うなど、ナショナル・アソシエーションの欠点を改善していった。契約に「リーグ間の移籍禁止条項」を設けたことで初期には選手との対立もあったが結果的にこれが功を奏し、ライバルリーグはユニオン・アソシエーション（UA、1884年）、プレイヤーズ・リーグ（PL、1890年）といずれも短命に終わった。最も成功したアメリカン・アソシエーション（AA、1882年 – 1891年）とは1884年から1890年にかけてNLとリーグ優勝チーム同士の対戦（現在のワールドシリーズ）が行われた。

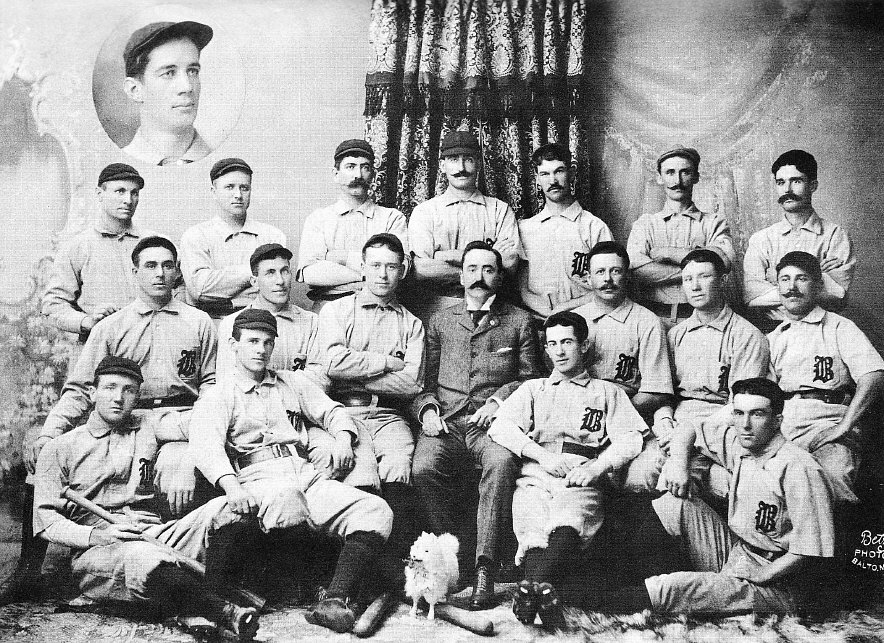
19世紀のボルチモア・オリオールズ（ナショナルリーグ、1896年）

解体した2つのリーグにいたチームは1892年にNLに統合されたが、12球団あったNLは1900年から8球団へ統合・削減し、ボルチモア、クリーブランド、ルイビル、ワシントンD.C.から球団がなくなる。一方でウエスタンリーグというマイナーリーグが1900年にアメリカンリーグ (AL) へと改称し、ルイビルを除くNLの球団削減でメジャー球団がなくなった都市へ進出。
1901年にALは自らを「メジャーリーグ」と宣言したが、NLがそれに反発、シカゴのレランドホテルで他のマイナーリーグも交えた会議が行われた。この会議でALはMLBとして容認され、数多く存在するマイナーリーグを総括する新しいナショナル・アソシエーションが設立された。ナショナル・アソシエーションはマイナーリーグベースボール (MiLB) として今日まで続いている。
1902年にNL、AL、ナショナル・アソシエーションはそれぞれの独立経営と、共同経営を併せ持つ新しい協定に調印した。この合意は、のちにブランチ・リッキーにより洗練され、整備されていった今日のMiLBの基礎となる分類システムも確立した。この翌年から両リーグ勝者によるワールドシリーズが行われることになる。
後に短命となったMiLBのいくつかは正式にMLBとみなされ、その統計と記録は現在の2つのMLBのものに含まれている。1969年に、アメリカプロ野球100周年を機にMLB機構の指定により『野球記録特別委員会』が設置され、そこで過去消滅したリーグを含め以下の6つのリーグを「メジャーリーグ」として認める、という決定がなされた。
- ナショナルリーグ（1876年 - 現在）
- アメリカンリーグ（1901年 - 現在）
- アメリカン・アソシエーション（1882年 - 1891年）[12]
- ユニオン・アソシエーション（1884年）[13]
- プレイヤーズ・リーグ（1890年）[14]
- フェデラル・リーグ（1913年から3年のうち運営基盤が確立していた1914年・1915年の2年間）[15][16]

それ以外の野球リーグでプロとして活動した経歴を持つ選手の記録については、現在この裁定に基づき、どこからどこまでをMLB記録とするかといった分類が行われている。ただしこの裁定には一部研究者が異論を唱えており、ナショナル・アソシエーション（1871年 - 1875年）、アフリカ系アメリカ人（黒人）中心に運営された「ニグロリーグ」のうち、特に運営基盤が確立されていた1920年 - 1948年の期間、現在のALの前身でマイナーリーグであった「ウェスタンリーグ」がアメリカンリーグと改称しナショナル・リーグの傘下であった1900年のアメリカンリーグなどもMLBとして扱うべきなどの意見がある。2020年12月17日、MLB機構は、「ニグロリーグ」に含まれる下記の7つのリーグの記録についてメジャーリーグの地位を与えると発表した。
- ニグロナショナルリーグ (第1期)（英語版） （1920年 - 1931年）
- イースタンカラードリーグ（英語版）（1923年 - 1928年）
- アメリカンニグロリーグ（英語版）（1929年）
- イーストウエストリーグ（英語版）（1932年）
- ニグロサザンリーグ（英語版）（1932年シーズンのみ）
- ニグロナショナルリーグ (第2期)（英語版）（1933年 - 1948年）
- ニグロアメリカンリーグ（英語版）（1937年 - 1948年シーズンのみ）

### デッドボール時代
1900年から1919年までの期間は、一般に「デッドボール時代」と呼ばれる。この時代の試合は得点が低い傾向があり、ウォルター・ジョンソン、サイ・ヤング、クリスティ・マシューソン、モーデカイ・ブラウン、グローバー・アレクサンダーなどの投手たちが試合を支配した。その要因はいくつかあるが、ひとつには、この時代に使われていた「デッドボール（飛ばないボール）」と呼ばれた、とても緩みやすく投げるほどに糸がほつれ飛距離が出なくなるボールに原因があった。それに加え、オーナーは3ドル（現在の価値で40ドル程）の新しいボールを購入することを嫌っていたため、ファウルボールもまれだったその当時、ファンはホームランボールでさえ投げ返さなければいけなかった。ボールは柔らかくなるまで、時には革がめくれ上がるまで試合で使い回された。そのため噛みタバコのヤニや、草、泥などで常に汚れていた。

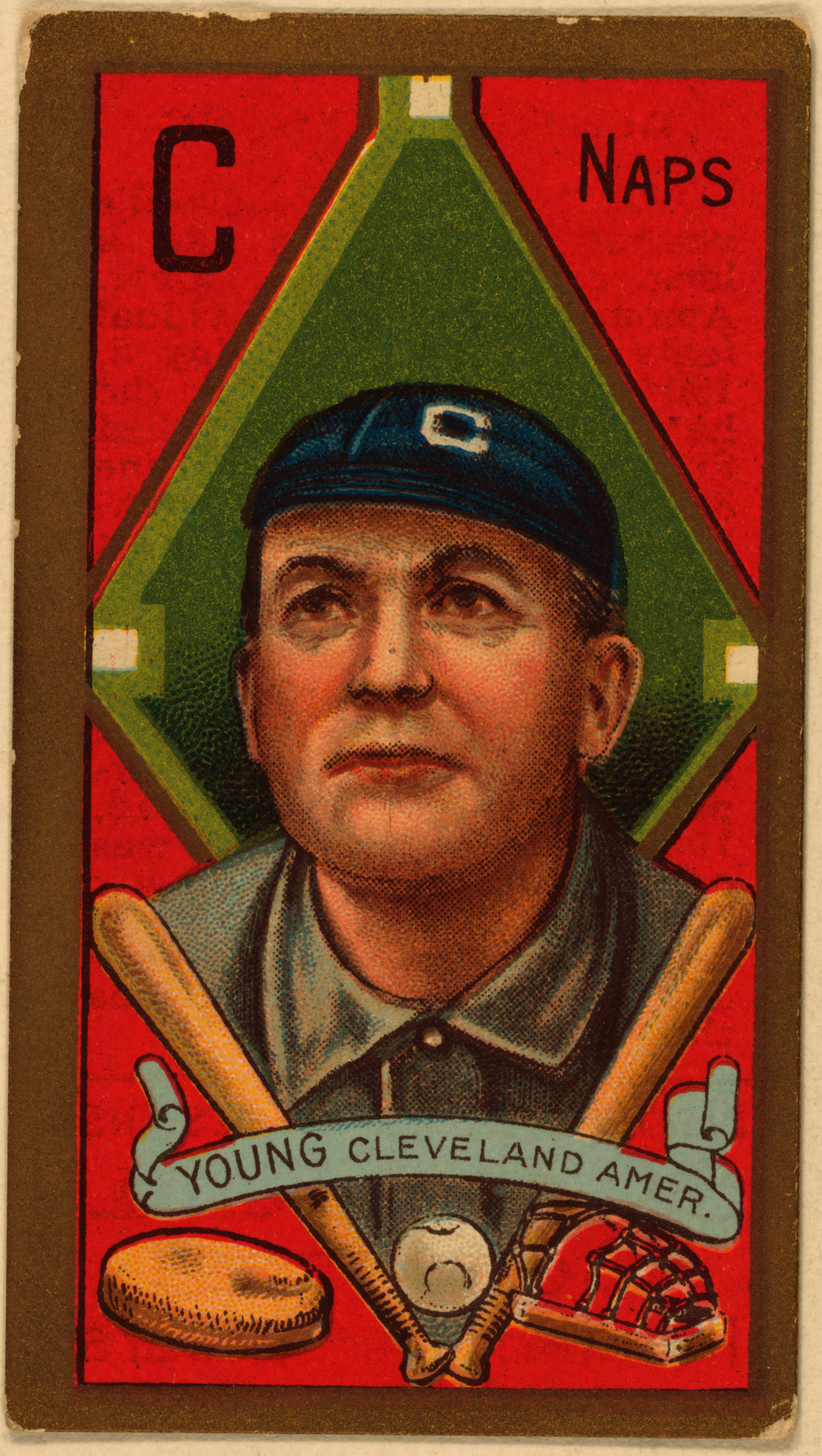
サイ・ヤング (1911年のベースボールカード)

また、極一部の選手ではあったがボールを噛んで傷をつけたり、故意に汚すなどして投球に変化を加えるスピットボールを操る投手もいた。これは1921年にスピットボールの使用が禁止されるまで続いた。さらに、シカゴ・カブスのウエスト・サイド・パークやボストン・レッドソックスのハンティントン・アベニュー・グラウンズに代表される、センターが現在の球場より200フィート (61 m)ほども広い球場があり、そのためホームランはまれで、単打、犠打、盗塁、ヒットエンドランなどの「スモールボール」が当時の戦略の要となっていた。内野安打をかせぐためにボルチモアチョップなどの戦法が編み出された。ボルチモアチョップは、ボールをあえて前に飛ばそうとせず地面にたたきつけ、打球にグラブが届かないほど高く跳ねている間に一塁を駆け抜けるというものだった。
20世紀初頭、ファウルストライクルールが採用された。これによって試合時間が大幅に短縮されたが、これまでのような大量得点試合が減り、試合で1点をとるのがより困難になった。19世紀のルールでは、ファウルボールはストライクとしてカウントされなかったため、打者は、ストライクがカウントされないまま投手に球数を投げさせることが出来たため、打者にとっては大きな利点であった。1901年からナショナルリーグが先にファウルストライクルールを採用し、1903年からアメリカンリーグでも採用された。しかしこのルールによって大量得点試合が減るということがファンの間では不満となっていた。
追い打ちをかけるように1917年にアメリカ合衆国が第一次世界大戦に参戦すると、開催こそ継続されたものの選手の出征が相次ぎ、1918年にはレギュラーシーズンが短縮された。
1919年にシカゴ・ホワイトソックスとシンシナティ・レッズで行われたワールドシリーズにおいて、MLB史上最悪の不祥事であるブラックソックス事件が起き、MLBは社会的信用を失うことになってしまった。ホワイトソックスの選手だった、ジョー・ジャクソン、エディ・シーコット、レフティ・ウィリアムズ、チック・ガンディル、フレッド・マクマリン、スウィード・リスバーグ、ハッピー・フェルシュ、バック・ウィーバーは賄賂を受け取ってわざと試合に負けた容疑で刑事告訴された。この8名の選手はメジャーリーグから永久追放処分となった。

### ベーブ・ルースの登場

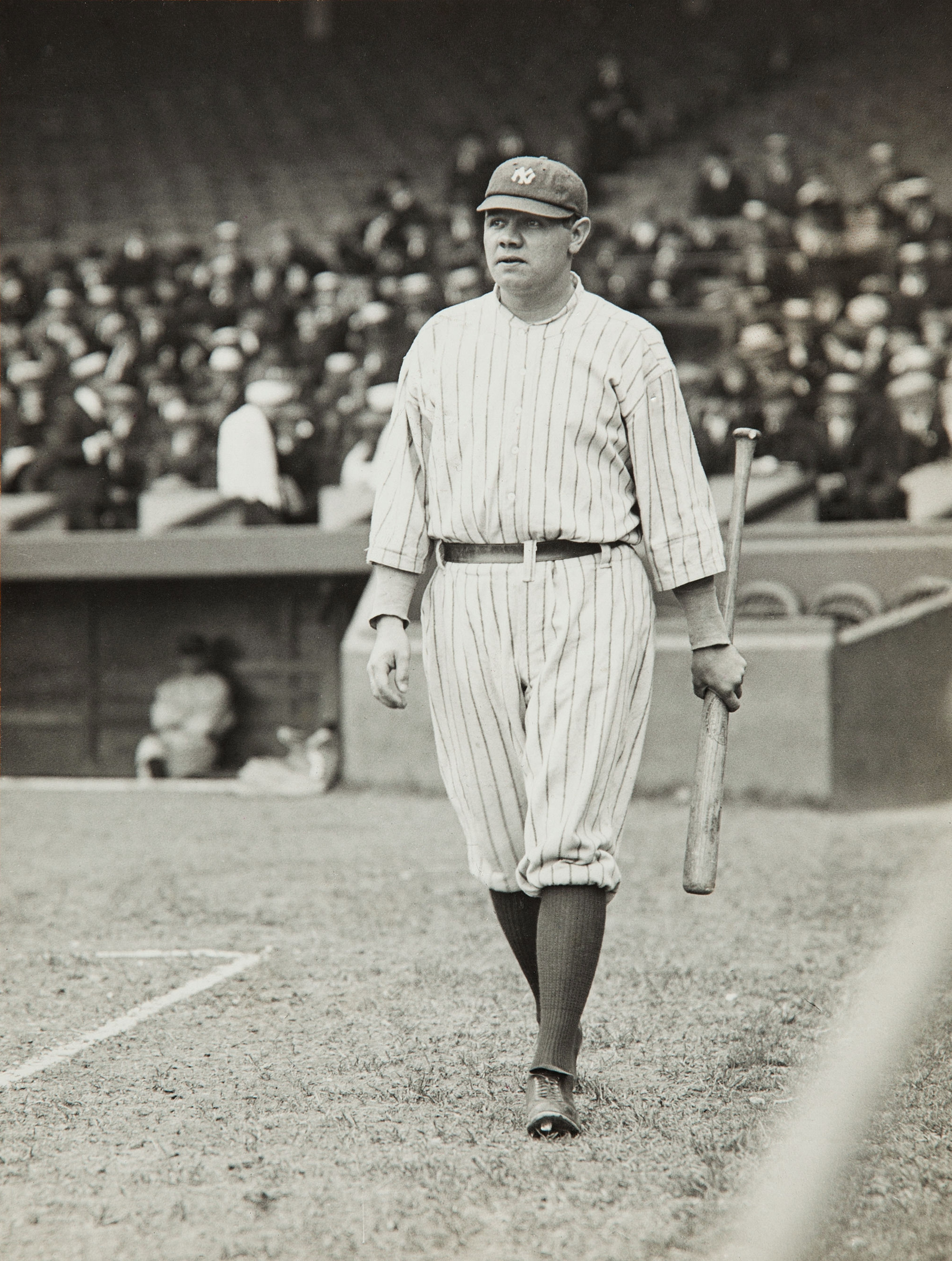
ベーブ・ルース (1920年)

1910年代に下落した野球の人気は1920年におきた悲劇と、一人の選手の登場によって回復していった。1920年8月16日クリーブランド・インディアンスのレイ・チャップマンがバッターボックスで頭部に投球を受け、数時間後に死亡した。チャップマンは、試合中に死亡した唯一のMLB選手となった。この悲劇は、当時の選手がヘルメットをかぶっていなかったことにも原因があるが、結果的には「デッドボール時代」を終わらせる手助けとなった。それまでは試合後半になると、ボールが軟らかくなり不規則な動きを見せ、汚れ見えづらくなっていたが、ボールが汚れるたびに取り替えるというルールが生まれたからである。ボールを取り換えることにより飛距離が飛躍的に伸びる結果になった。この頃から「ライブボール時代」が始まった。
同年、ボストン・レッドソックスよりニューヨーク・ヤンキースにベーブ・ルースが移籍。これまで投手として活躍していたルースであったが、前年に当時のMLB記録となった29本塁打を記録。ヤンキースでは打者に専念すると、不可能と思われていた自身の本塁打記録を大幅に更新する54本を放ち、翌1921年には59本と3年連続で本塁打記録を塗り替えた。ルースを擁するヤンキースは、1921年に初のリーグ優勝を、1923年にはワールドシリーズ初優勝を果たす。1927年、ルースは本塁打記録を60本に更新、さらにルー・ゲーリッグの台頭などで強力打線となったヤンキースは、1930年代の終わりまでに、11度のワールドシリーズに出場し、8度の優勝を果たすこととなる。この時代には1試合当たりの得点も上昇。この打撃戦をファンは支持し観客動員は増加した。

### 世界恐慌と第二次世界大戦
1929年頃始まった世界恐慌の影響を受けて、野球の人気は再び下降を始めた。
1932年までに、利益を上げたMLBチームは2チームだけだった。野球のチケット価格には10％の娯楽税が課せられ、観客動員は減少した。オーナーは契約選手を25人から23人に減らし、最優秀選手でさえも賃金を引き下げた。チームは生き残りをかけて、ナイターゲームの実施、ラジオでのライブ中継、女性の無料入場などの改革を行ったが、大恐慌の前には歯が立たなかった。
追い打ちをかけるかのように1939年に第二次世界大戦が開戦。MLBでもチームに所属している選手500人以上が出兵を余儀なくされ、深刻な選手不足を引き起こした。彼らの多くは、出兵している軍人を楽しませるサービス野球チームでプレーした。この時期のMLBチームは、兵役対象外の青少年、年長の選手で構成されていることになった。中には精神的、道徳的に不適格だった者もいた。その一方、肉体的にハンディキャップをおった選手にも機会をあたえることになった。片腕がなかった外野手のピート・グレイのような選手も、MLBに進出することができた。しかし、黒人がMLBのロースターに含まれることはなかった。黒人選手は、戦争で人手不足であっても、MLBの出場は認められず、依然としてニグロリーグでしかプレーできなかった。はじめて黒人がMLBに登場するのは、1947年のジャッキー・ロビンソンである。戦時中の灯火管制により、野外照明を暗くしなければならなかったため、ナイターでの試合が困難になった。
1942年には国内でも開催中止論も広まりつつあったが、1月14日に、初代コミッショナーであるケネソー・マウンテン・ランディスは、当時の大統領であるフランクリン・ルーズベルト宛てに手紙を送り、新たなMLBシーズンの開始と戦時中の野球の継続を嘆願した。大統領の返信には「野球を続けるのが最善であると正直に思っている。失業者は少なく、誰もがこれまで以上に長時間厳しい労働を強いられることになるだろう。ということは、今まで以上に全国民がリクリエーションの機会を持つべきだ。」と書かれていた。この手紙は「グリーンライトレター（青信号の手紙）」と呼ばれアメリカ野球殿堂博物館に保管されている。
こうして大統領の承認を得て、戦時中も試合は継続された。スタン・ミュージアル、テッド・ウィリアムズ、ジョー・ディマジオなどのスターたちのキャリアは中断されたが、チームは引き続きMLBでプレーすることになった。しかし、各球団とも選手の出征が相次いだことによる深刻な選手不足は変わらず、1945年のMLBオールスターゲームは中止となった。

### 「カラーライン」の打破

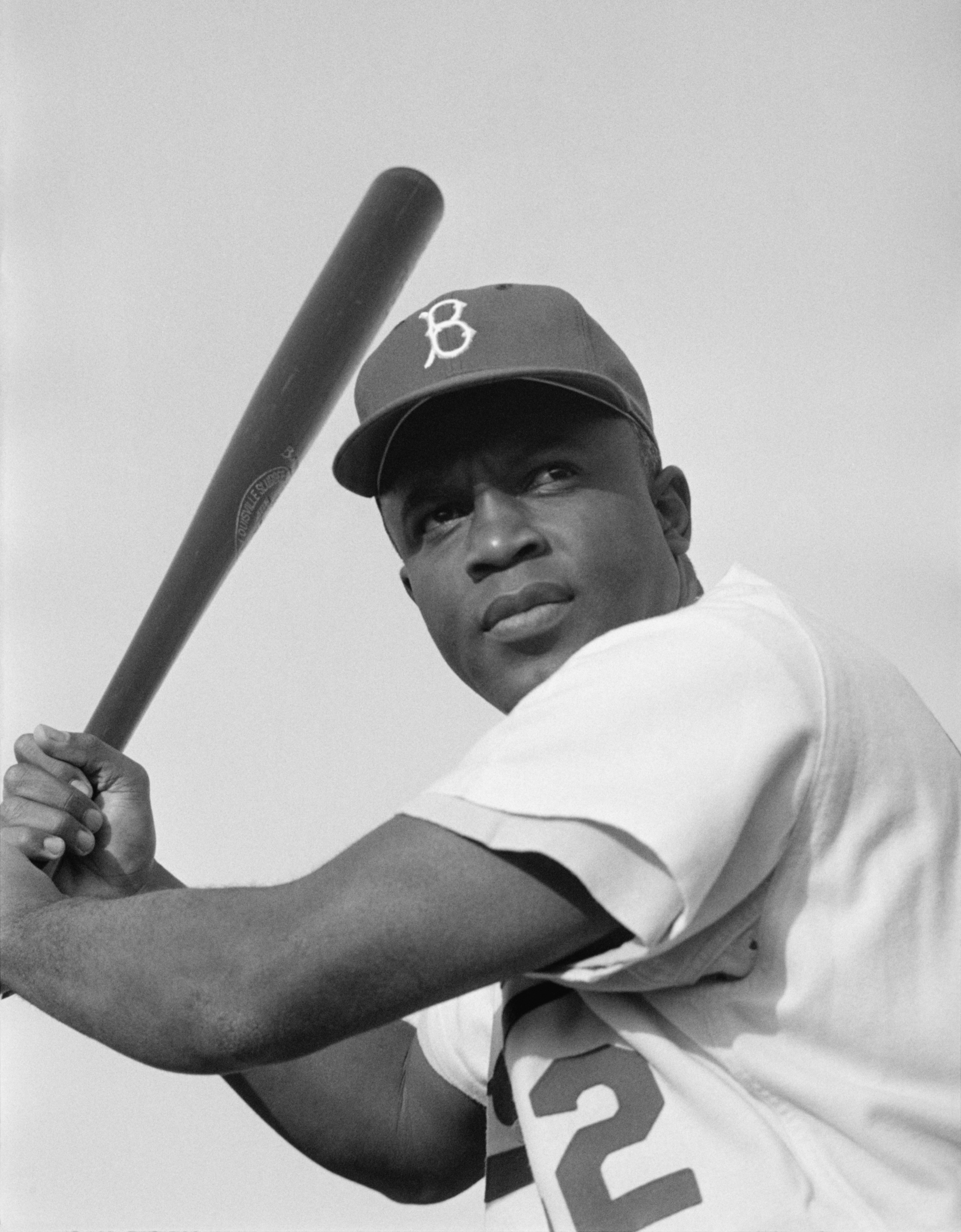
ジャッキー・ロビンソン (1954年)

1880年代にはMLBにも黒人選手が存在したが、選手、リーグの激しい反発により、短期間で姿を消す事となった。それ以降、黒人選手との契約を禁止する規則は存在しなかったものの、1940年代半ばまで黒人選手はMLBでプレイできなかった。ただし同じ有色人種でも、肌の黒くないヒスパニック系やネイティヴアメリカンの選手はプレイできた。
1945年にブルックリン・ドジャースの社長兼ゼネラルマネジャーであるブランチ・リッキーは、プロの野球リーグに黒人野球選手を本格的に入団させようと動き出した。彼はニグロリーグの有望選手のリストの中からジャッキー・ロビンソンを選んだ。リッキーはロビンソンに、彼自身に向けられる差別に「やり返さない勇気を持つ」事を求め、月額600ドルの契約を結ぶ事に同意した。ロビンソンは、ドジャースのファームクラブであるモントリオール・ロイヤルズに1946年シーズンから参加、1880年代から続くインターナショナルリーグにおいて57年ぶりの黒人野球選手となった。
翌年、ドジャースはロビンソンをMLBに呼び寄せた。1947年4月15日にロビンソンはエベッツ・フィールドで14,000人以上の黒人を含む26,623人の観衆の中でMLBデビューを果たした。黒人野球のファンは、それまでのニグロリーグのチームの観戦を放棄し、ドジャースの試合を見るためにブルックリンに殺到した。ロビンソンの売り出しには、新聞や白人MLB選手の大多数が反対であった。監督のレオ・ドローチャーはチームに「私は選手の肌が黄色であろうと黒であろうと、ヤンキースのストライプが好きでも構わない。自分はこのチームの監督だ。チームに必要な選手であれば使う。もし自分に反対する者がいるならトレードで出て行くことになるだろう。」と語った。
対戦相手のフィラデルフィア・フィリーズはドジャースとの対戦を前にロビンソンが出場するなら対戦を拒否すると通告。それに対し、コミッショナーのハッピー・チャンドラーはドジャースを支持し、当時のNL会長のフォード・フリックは対戦を拒否したら出場停止処分を課すと発表し、問題の鎮静化を図った。ロビンソンは何人かの選手から励ましを受け、チームメイトのピー・ウィー・リースはチームメイトの前で真っ先にロビンソンと握手をして見せた。球場でロビンソンが誹謗中傷を受けていると、リースは守備時にロビンソンに歩み寄り、黙って肩を組んで観客席を見回した。この光景に観客の誹謗中傷は徐々に減っていった。ロビンソンはどんなときも常に紳士的に振る舞い、シーズン終了時にはチームメイトや報道陣から受け入れられるようになった。ロビンソンは、この年から制定された最優秀新人選手賞を受賞した。
3か月も経たないうちに、ラリー・ドビーがクリーブランド・インディアンスと契約し、ALも黒人選手を受け入れると、翌年、他の多くの黒人選手がMLBに入った。サッチェル・ペイジはインディアンスと契約し、ドジャースはスター捕手だったロイ・キャンパネラとドン・ニューカムを追加した。ドン・ニューカムは後にサイ・ヤング賞を受賞した。

### 女性選手との契約の禁止
1952年にMLBは女性選手との契約締結を禁止した。その禁止条項は1992年に解除されたが、その後も女性選手との契約は存在しない。
しかし上記のニグロリーグにはトニ・ストーン、マミー・ジョンソン、コニー・モーガンの3人の女性選手がプレーしていた。ストーンとモーガンは二塁手でジョンソンは投手、ストーンは1953年から1954年、ジョンソンは1953年から1955年、モーガンは1954年から1955年までプレーしていた。

### 移転と拡張

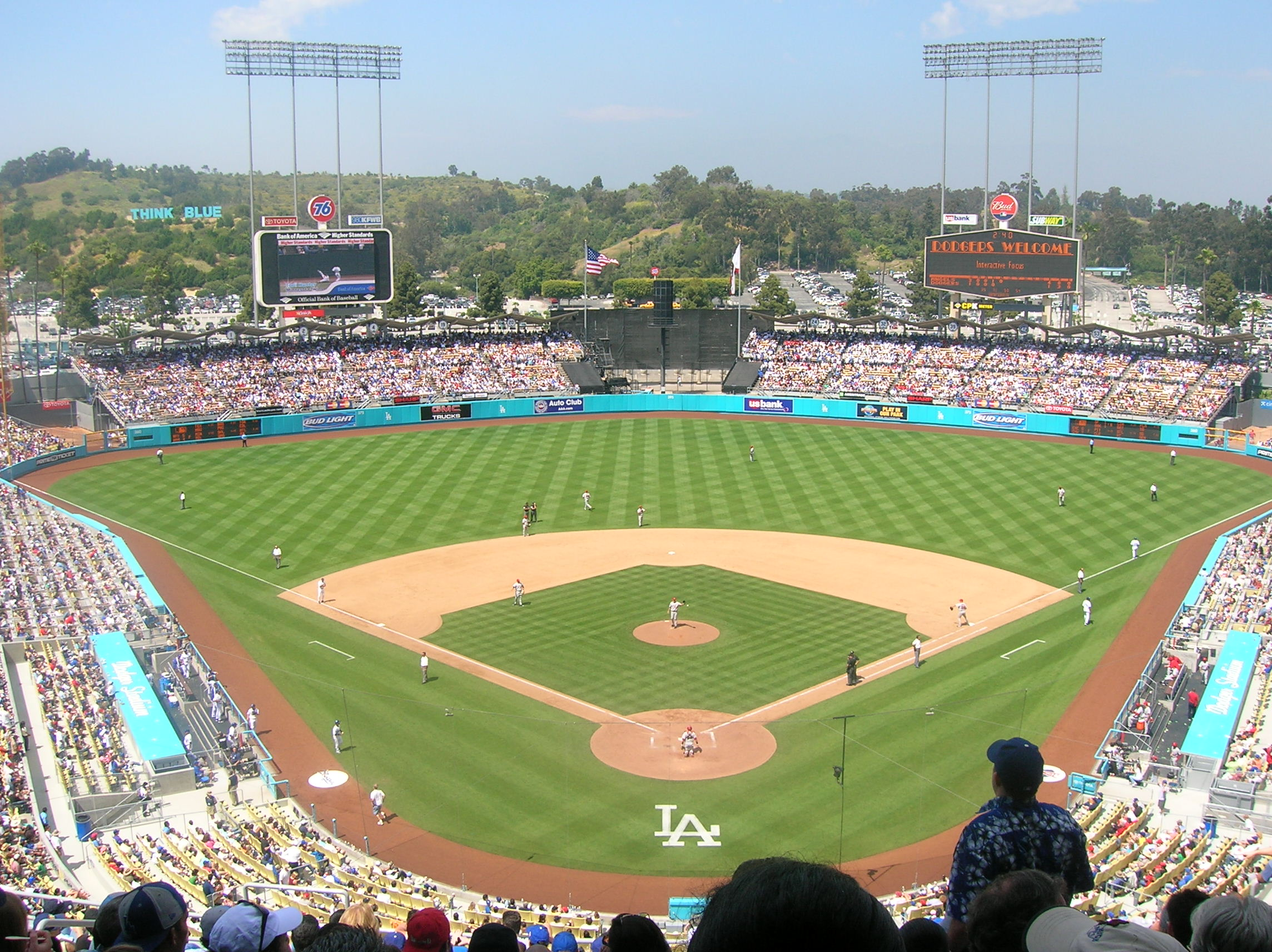
ドジャー・スタジアム (2007年)

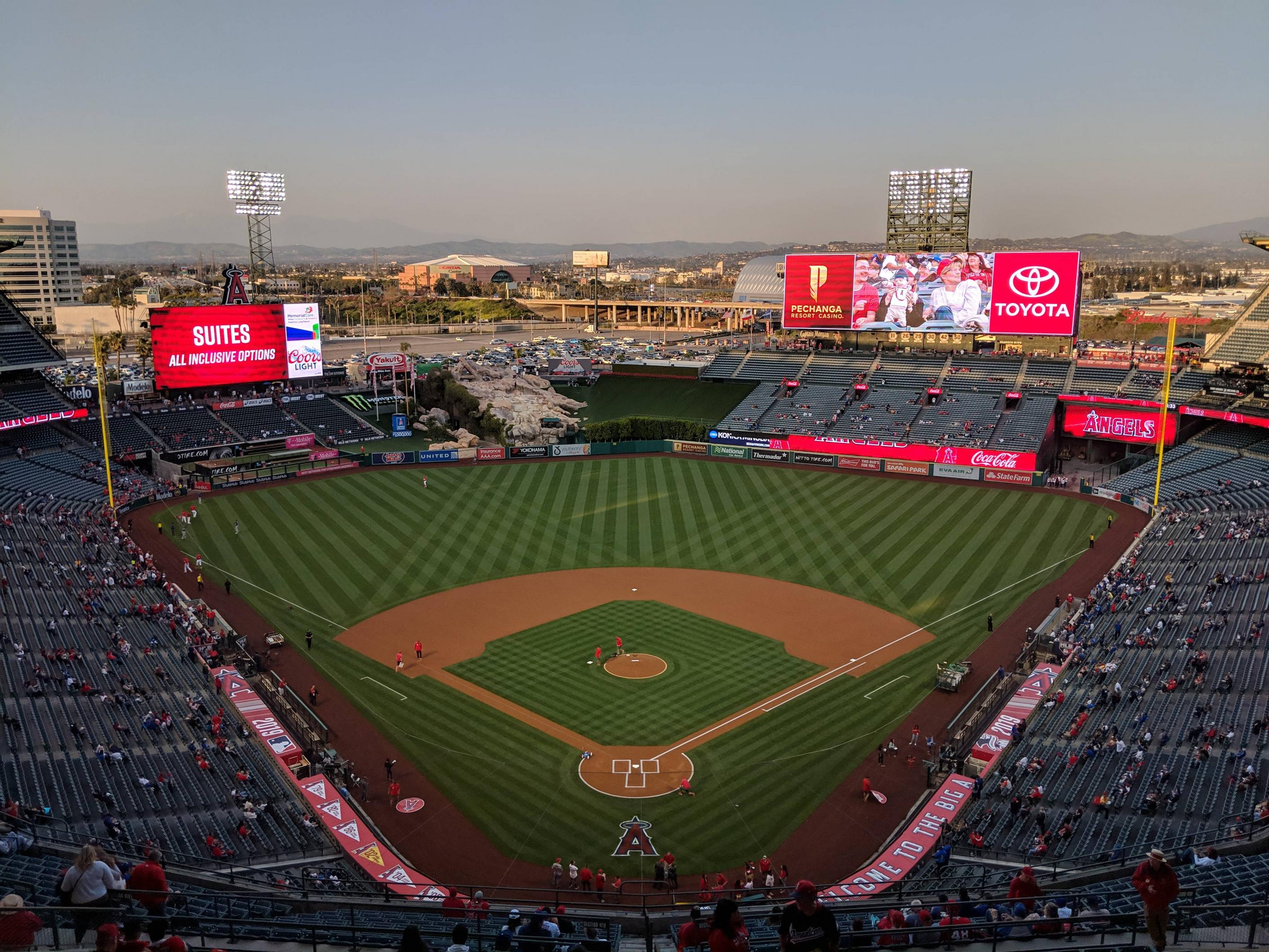
エンゼル・スタジアム・オブ・アナハイム（2019年）

1903年から1952年までの半世紀にわたって、MLB球団の本拠地はボストン（2球団）、ニューヨーク（3球団）、フィラデルフィア（2球団）、ワシントンD.C.（1球団）、ピッツバーグ（1球団）、クリーブランド（1球団）、シンシナティ（1球団）、デトロイト（1球団）、シカゴ（2球団）、セントルイス（2球団）で変動がなかった。ボスウォッシュ（東海岸）と五大湖メガロポリスに限られるが、鉄道の時代では東端のボストンと西端のセントルイス間の移動にも約24時間を要していた。
1953年にボストン・ブレーブスがミルウォーキーへ移転し、観客動員数が28万人から182万人へ増加した。続けて、1954年にセントルイス・ブラウンズがボルチモアへ移転してオリオールズと改称し、1955年にフィラデルフィア・アスレチックスがカンザスシティへ移転した。いずれも、2球団が本拠地を置く都市において観客動員数が低迷していた球団の他都市への移転である。西端がセントルイスに代わりカンザスシティとなったものの、まだミズーリ州どまりだった。
ジェット旅客機が登場し、旅客機の大衆化も目前に迫った50年代後半になると、西海岸への移転が現実味を帯びてくるようになった。野球専門家の間で「この頃の初期拡大期に最も影響力があったオーナー」と考えられているブルックリン・ドジャースのオーナーであったウォルター・オマリーは、1958年のシーズン前にドジャースをロサンゼルスへ移転させた。オマリーがTIME誌の表紙になるほどの大事件だった。全米一の熱狂度と評されていたニューヨークのファンから「世界三大悪人はヒトラー、スターリン、そしてオマリー」と非難された。
1958年のシーズン前に西海岸へ移転したのはドジャースだけでなく、ニューヨーク・ジャイアンツもサンフランシスコへ移転しており、ドジャースのライバル球団でもあるジャイアンツの西海岸への移転もオマリーが持ちかけたものだった。ジャイアンツは1950年代に入り成績、観客動員ともに落ち込み、本拠地ポロ・グラウンズの老朽化もあり、球団幹部はニューヨークからの脱出を考えていた時だった。ジャイアンツのオーナーであるホーナス・ストーンハムはミネソタ州への移転を検討していることをオマリーに打ち明けると、オマリーはナショナルリーグで当時西端だったセントルイスでさえロサンゼルスまで1,600マイル（2,575 km）も離れており、1球団より2球団で移転した方がビジターチームにとっても西海岸への遠征が経済的になり、ライバル関係維持のためにも揃って西海岸へ移転したほうが良いとストーンハムを説得した。オマリーはさらにサンフランシスコ市長であったジョージ・クリストファーをニューヨークに招き、ストーンハムと面会させた。コミッショナーのフォード・フリックの要望を無視して行われたこの会合で、ストーンハムはサンフランシスコへの移転を決めた。結果的にドジャースとジャイアンツの西海岸への移転は大成功となり、ドジャースは1試合で78,672人の観客を動員し、MLBにおける1試合での最多動員記録を叩きだした。
1950年代に行われた上記5球団の移転により、2球団が本拠地を置く都市はシカゴのみとなった。3球団が本拠地を置く唯一の都市から一転、2球団を同時に失ってシカゴ以下の地位に落とされたニューヨークでは球団を取り戻す機運が高まり、リーグ拡大の契機となった。
| 年度   | アメリカンリーグ(AL) | アメリカンリーグ(AL) | アメリカンリーグ(AL) | ナショナルリーグ(NL) | ナショナルリーグ(NL) | ナショナルリーグ(NL) | チーム 総数 |
| 年度   | 東                   | 中                   | 西                   | 東                   | 中                   | 西                   | チーム 総数 |
| ------ | -------------------- | -------------------- | -------------------- | -------------------- | -------------------- | -------------------- | ----------- |
| 1901年 | 8                    | 8                    | 8                    | 8                    | 8                    | 8                    | 16          |
| 1961年 | 10                   | 10                   | 10                   | 8                    | 8                    | 8                    | 18          |
| 1962年 | 10                   | 10                   | 10                   | 10                   | 10                   | 10                   | 20          |
| 1969年 | 6                    | -                    | 6                    | 6                    | -                    | 6                    | 24          |
| 1977年 | 7                    | -                    | 7                    | 6                    | -                    | 6                    | 26          |
| 1993年 | 7                    | -                    | 7                    | 7                    | -                    | 7                    | 28          |
| 1994年 | 5                    | 5                    | 4                    | 5                    | 5                    | 4                    | 28          |
| 1998年 | 5                    | 5                    | 4                    | 5                    | 6                    | 5                    | 30          |
| 2013年 | 5                    | 5                    | 5                    | 5                    | 5                    | 5                    | 30          |

1958年、当時のニューヨーク市長ロバート・F・ワグナー・ジュニアは、ニューヨークに球団を取り戻すべく委員会を設置し、既存のナショナルリーグ加盟球団にニューヨークへの移転を打診したが、いずれも拒否された。
1959年、ニューヨークの弁護士ウィリアム・シェイは、第3のリーグとしてコンチネンタルリーグ構想を掲げた。フランチャイズはニューヨーク、バッファロー、トロント、ミネアポリス・セントポール都市圏、アトランタ、ヒューストン、ダラス・フォートワース都市圏、デンバーの8つで、リーグ会長にブランチ・リッキーが就任し、1961年の開幕を目指すとした。
既存の両リーグはエクスパンション（球団拡張）によってコンチネンタルリーグ構想に対抗することとなった。コンチネンタルリーグ構想は、ニューヨークに本拠地を置くナショナルリーグ加盟球団の新設が決定したことで当初の目的を果たしたとして撤回されたが、60年代のうちに両リーグ4チームずつ計8チームの球団拡張が実現するなど大きな影響を与えた。また、8つのうちバッファローを除く7つのフランチャイズも1993年までに実現することとなる。
1961年、シーズン前にワシントン・セネターズがミネアポリス・セントポール都市圏のブルーミントンへ移転してミネソタ・ツインズと改称し、新たなワシントン・セネターズとロサンゼルス・エンゼルスの2チームがアメリカンリーグに加わった。
1962年にニューヨーク・メッツとヒューストン・コルト45’s（1965年アストロズと改称）の2チームがナショナルリーグに加わった。メッツは、大都市ニューヨークに復活したチームとして多大な期待を受けたが、最初のシーズンで40勝120敗と大敗した。その後も最下位が定位置と成りつつあったが、創立8年目の1969年に突如100勝62敗の好成績でリーグ初優勝。そのままワールドシリーズも制してしまった。結果的にメッツは1960年前半に加入した4チームでワールドシリーズタイトルを獲得した最初のチームになった。コルト45’sは、1884年にアメリカン・アソシエーションに加盟していたリッチモンド・バージニアンズ以来78年ぶりとなる南部11州に本拠地を置くMLB球団となった。
1950年代にボスウォッシュから五大湖メガロポリスへ移転したミルウォーキー・ブレーブスとカンザスシティ・アスレチックスは再び観客動員数の低迷に悩まされ、1966年にブレーブスがアトランタへ、1968年にアスレチックスがオークランドへそれぞれ再移転した。ブレーブスはディープ・サウス初のMLB球団となり、アスレチックスの移転によってエンゼルスだけだった西海岸のアメリカンリーグ加盟球団が2球団となった。
1969年、カンザスシティ・ロイヤルズとシアトル・パイロッツの2チームがアメリカンリーグに、カナダ初のMLB球団となるモントリオール・エクスポズとサンディエゴ・パドレスの2チームがナショナルリーグにそれぞれ加わった。両リーグ12チームずつと巨大化したため、この年から東西2地区制に移行した。2地区に分かれたことで優勝チームが2チームとなったためワールドシリーズの前哨戦としてリーグチャンピオンシップシリーズが始まった。
シアトル・パイロッツは早々に球団経営に行き詰まり、1970年にミルウォーキーへ移転してブルワーズと改称した。
1972年にワシントン・セネターズがダラス・フォートワース都市圏のアーリントンへ移転してテキサス・レンジャーズと改称した。
1977年にカナダ第2のMLB球団となるトロント・ブルージェイズとシアトル・マリナーズの2チームがアメリカンリーグに加わった。
1993年、マイアミに本拠地を置くフロリダ・マーリンズ（2012年からマイアミを冠称）とデンバーに本拠地を置くコロラド・ロッキーズの2チームがナショナルリーグに加わった。
1994年に東中西3地区制に移行した。
1998年、セントピーターズバーグに本拠地を置くタンパベイ・デビルレイズ（2008年レイズと改称）がアメリカンリーグに、フェニックスに本拠地を置くアリゾナ・ダイヤモンドバックスがナショナルリーグにそれぞれ加わった。前年の1997年にインターリーグを導入したが、今後定着する見通しも立っておらず、従来通り両リーグの加盟球団数を偶数にするため、ブルワーズがアメリカンリーグからナショナルリーグに移動した。これは初めて行われたリーグ間の移動だった。
2001年のシーズン後に開かれたオーナー会議でリーグの縮小が検討され、オーナーの多くがリーグの縮小に賛成票を投じた。リーグの縮小で廃止される可能性の高いチームはエクスポズとツインズだった。しかし、ツインズが2002年シーズンのプレーを要求した裁判所命令を受け、リーグの縮小計画は中止となった。MLBのオーナーは、少なくとも2006年までリーグを縮小しないことに同意した。エクスポズは深刻な財政難で球団経営が行き詰まり、30年以上なかった移転が行われ、2005年にワシントンD.C.へ移転してワシントン・ナショナルズと改称した。セネタースのテキサス移転以来33年ぶりにワシントンD.C.にMLB球団が戻った一方、モントリオールはフェデラルリーグを除き、1901年以来MLBの本拠地があった都市で現在チームを運営していない唯一の都市となっている。
2013年、インターリーグが定着したことで両リーグの加盟球団数が奇数でも問題ないと判断され、両リーグ15チームずつとするため、アストロズがナショナルリーグからアメリカンリーグに移動した。前述のブルワーズ以来2例目となるリーグ間の移動により、両リーグ3地区の計6地区がいずれも5チームずつの均等配置となった。
2018年7月17日に第10代MLBコミッショナーのロブ・マンフレッドがテレビ番組内にて、32球団に拡張する意向を示した。 候補地としてモントリオール、シャーロット、ナッシュビル、ラスベガス、ポートランド、バンクーバーの6都市を挙げた。その上、メキシコについても「長い目で見ればあり得る」と語った。
2025年にオークランド・アスレチックスがウェストサクラメントへ移転してオークランドの冠称を廃した。2028年にラスベガスへの移転を予定している。

### 投高打低とルールの改定

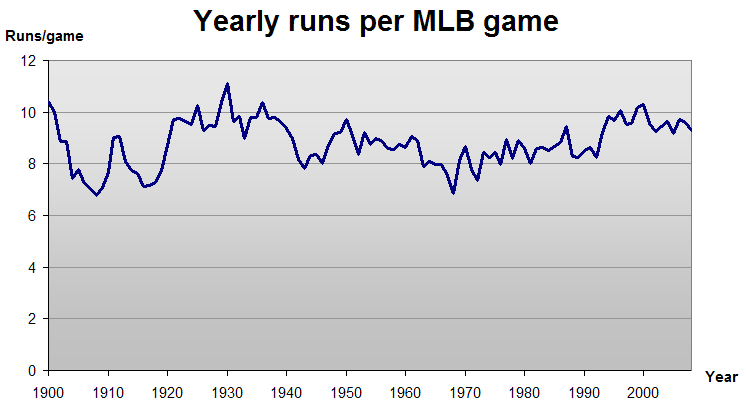
1試合当たりの得点の変化

1960年代後半、一旦は打者有利の時代になった野球は再び投手有利の時代になっていた。この時期の1試合あたりの得点は過去最低だった1900年後半の水準まで落ち込んだ。ボストン・レッドソックスのカール・ヤストレムスキーは、1968年にMLBの歴史の中で最も低い.301の打率でALの首位打者となった。デトロイト・タイガースのデニー・マクレインは31勝を記録し、1934年のディジー・ディーン以来、1シーズン30勝した唯一の投手となった。セントルイス・カージナルスの投手ボブ・ギブソンは、わずか防御率1.12を達成することで同様の偉業を達成した。リーグ全体でも投手全体の平均防御率が1919年以来の2点台となり、ALの平均打率にいたっては.230とMLB至上最低を記録した。
1968年12月にMLBのプレールール委員会は投打の均衡を保つため1969年のシーズンから、従来の肩から膝までのストライクゾーンを肩から脇の下まで引き下げ、投手のマウンドの高さを15インチ（38.1センチメートル）から10インチ（25.4センチメートル）に下げることを決めた。
1973年にNLよりもはるかに低い出場率で苦しんでいALは、打者の負担を減らし得点倍増を目指し、指名打者（DH）制を導入した。2022年からはNLでも指名打者制が採用されている。

### 球場建築ラッシュと人工芝の流行

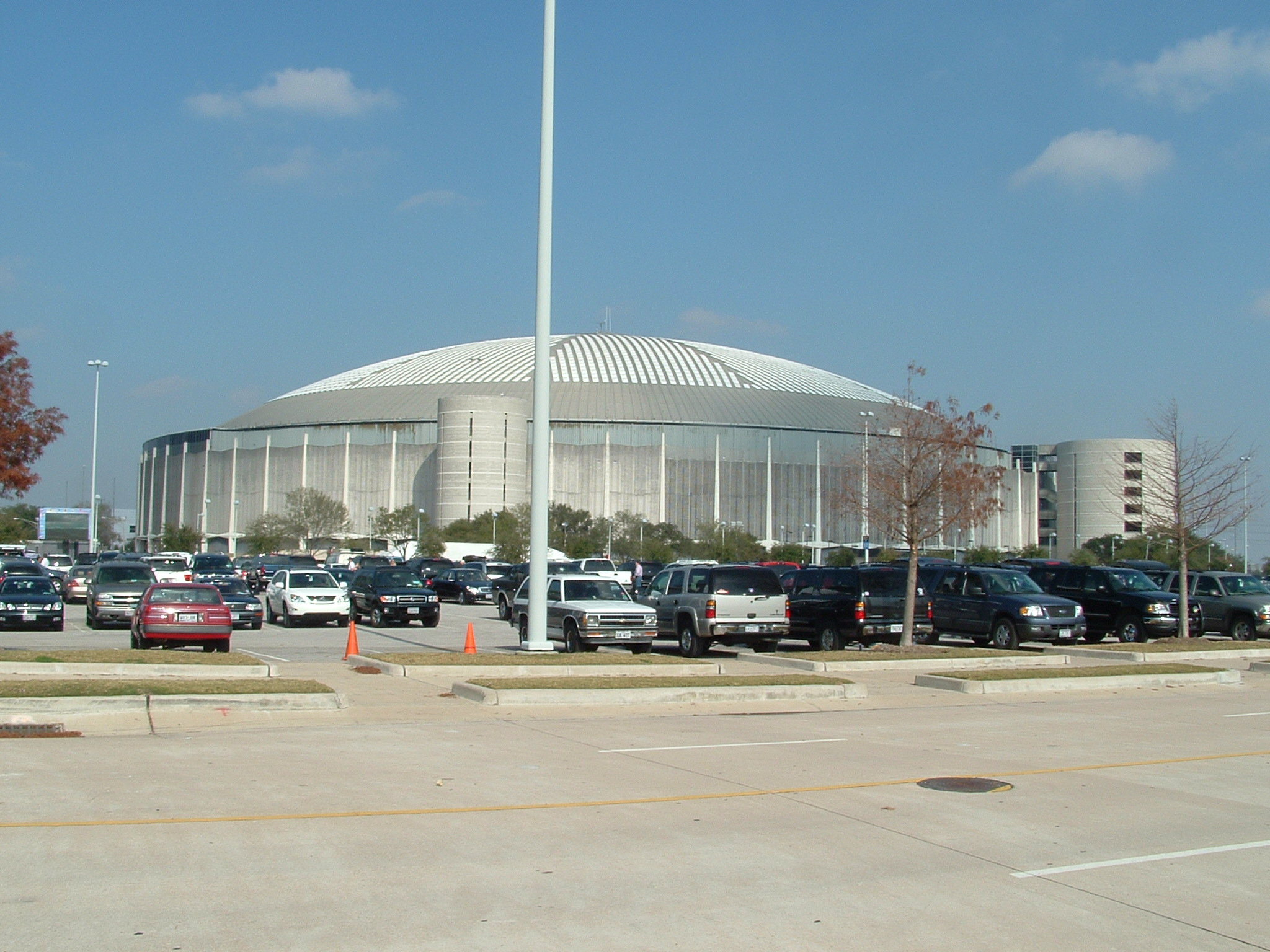
世界初のドーム球場アストロドーム

1960年代から1970年代にかけて、老朽化した野球場の立て替えとリーグ拡張による新球団の新球場建設ラッシュが起こった。この頃の流行は多目的球場とドーム球場だった。
アメリカンフットボールのプロリーグが急成長し、1970年にはAFLがNFLに統合され、規模も人気もMLBに匹敵するようになった時代で、野球とアメリカンフットボール両方のプロチームを持つ都市の多くは、それぞれ専用の競技場を2つ建設するより、兼用の競技場を1つ建設したほうが経済的だったことから、1953年に開場したミルウォーキー・カウンティ・スタジアムを皮切りに多目的球場が多く建設された。円形、ほぼ円形、楕円形の似通った形状になることが多い多目的球場は「クッキーカッター」とも呼ばれ、市街地から離れた郊外に建設されることも多かった。なお、市街地の限られた土地に建設されることが多く、フィールド（特にフェンス際）もスタンドも形状が個性的だったそれまでの野球場は「ジュエルボックス」とも呼ばれる。兼用の競技場である「クッキーカッター」には、野球観戦にもアメリカンフットボール観戦にも向かない客席が相当数生じてしまい、臨場感にも欠けるといった形状の問題に加え、MLBのポストシーズンとNFLのレギュラーシーズンが重なるという時期の問題もあった。
1965年に世界初の全天候型屋根付き球場アストロドームが開場。球場に屋根を付ける発想は、アストロズの本拠地ヒューストンが夏は高温多湿で雨が多く蚊の大量発生にも悩まされる、そんな気候に左右されない快適な環境をとの発想からだった。開場当初は屋外球場と同じ環境でプレーできるように透明のアクリル屋根であったが、光が選手の目に入りプレーに支障をきたすことから、すぐに太陽光を通さないパネルに替えられた。この際、球場内の芝が光を遮られたことで枯れてしまう問題が起きた。それを解消するため世界初の繊維による人工芝「アストロターフ」が開発された。
巻き取り式のショートパイルだった当初の人工芝は天然芝に比べて維持コストが安く、野球より天然芝にダメージを与えるアメリカンフットボールとの兼用競技場である「クッキーカッター」でも採用されるようになった。人工芝は打球が早くなる特徴があり、今までより盗塁とスピードが重要視されるようになった。人工芝の表面はボールがより速く移動し、より高く跳ねたので、三遊間や一二塁間の「穴」を通しやすくなり盗塁もしやすくなった。チームは投手を中心にした構成に転換していった。投手の球速を保つため中継ぎがより重要視されるようになった。そのため先発投手は試合を完投する必要はなくなった。先発投手は6から7イニングを投げて中継ぎにつなぐだけで十分だった。この頃は盗塁の増加に反比例して本塁打数は減少した。本塁打はウィリー・メイズが1965年に52本を打った後、50本を超えたのは1990年までジョージ・フォスターが1977年に到達したのみだった。
1980年代、多くの球場で採用された人工芝であったが、下地がコンクリートやアスファルトで固く選手の足腰に負担がかかるという声があがるようになる。
1989年に世界初の開閉式屋根付き球場のスカイドームがトロントに開場する。屋根付きでありながら天然芝の生育が可能という謳い文句であったが、開場以来人工芝で、天然芝に置換されたことはない。開閉式屋根付き球場で初めて天然芝を採用したのは1998年にフェニックスに開場したバンクワン・ボールパークである（ただし、2019年にロングパイル人工芝に置換された）。
1992年にオリオール・パーク・アット・カムデン・ヤーズが開場すると、かつての「ジュエルボックス」を彷彿とさせる新古典式野球専用球場が主流となり、「クッキーカッター」および人工芝球場は減少していった。ただし、高温や多雨といった気候の問題でドーム球場や開閉式屋根付き球場にせざるを得ない地域もあり、これらの球場では天然芝と遜色のないレベルにまで改良が進んだロングパイル人工芝が採用されている。アスレチックスのオークランド最終年にあたる2024年を最後に、MLBの本拠地球場から「クッキーカッター」が姿を消した。

### 現代野球と薬物問題
1994年にサラリーキャップ制度導入を巡って経営者側と選手会側が対立し、シーズン最中の8月から翌1995年4月にかけてMLB史上最長のストライキが発生。ストライキは232日間にわたり、1994年のワールドシリーズも中止された。選手会との協議の結果サラリーキャップ制度の導入は見送られたが、選手の報酬総額が相対的に高い球団に対する課徴金制度（ぜいたく税）が導入された。このストライキで一時大規模なファン離れが生じる結果となってしまった。
1995年にドジャースに野茂英雄が入団。マイナー契約（40人枠外での契約）であったが5月にMLBへ昇格し、デビューすると13勝と活躍し新人王を獲得した。この日本人の活躍は国外の市場を開拓する契機となり、のちに多くの海外出身選手がメジャーデビューした。1997年にMLB以外のプロスポーツリーグでは積極的に行われてきたインターリーグを導入。これまでサブウェイ・シリーズのニューヨーク・ヤンキース対ニューヨーク・メッツに代表される同都市にあるチーム同士の対戦はワールドシリーズでしかかなわなかったため、好カードがレギュラーシーズンで見られるとあってファンには好評価であった。
1998年のマーク・マグワイアとサミー・ソーサによるシーズン最多本塁打記録争いなどで盛り上がり、観客数もストライキ前の水準に回復した。1990年代後半から2000年代前半に本塁打量産ブームが起き、2001年にはバリー・ボンズが73本塁打を放ち、現在のシーズン本塁打記録を樹立した。しかし2007年12月13日に発表されたミッチェル報告書と呼ばれる報告書では89人の実名が挙げられ、その中にはバリー・ボンズ、アレックス・ロドリゲス、マニー・ラミレス、マーク・マグワイア、ラファエル・パルメイロ、ジェイソン・ジアンビ、ホセ・カンセコら多くのMLBを代表する強打者がアナボリックステロイドを使用していたことが後に判明した。
強打者が増えてくる中、投手は打者のパワーに対抗するため、様々な球種を開発する必要があった。ジャイロボールのような新しい球種は、力のバランスを守備側に戻すことができた。1950年代から1960年代のスライダーや1970年代から1990年代のスプリットフィンガーファストボールなどの球種で野球の試合が変わった。1990年代にはチェンジアップが復活し、トレバー・ホフマン、グレッグ・マダックス、ジェイミー・モイヤー、トム・グラビン、ヨハン・サンタナ、ペドロ・マルティネス、ティム・リンスカムなどの投手によって巧みに投げられた。近年、リンスカム、ジョナサン・サンチェス、ウバルド・ヒメネスなどの投手はスプリットの握りでチェンジアップを投げる、「スプリット・チェンジ」を投げるようになった。
2008年にビデオ判定が導入され、2014年からはその範囲が拡大されチャレンジ方式が採用された。
ギャラップ調査によれば「一番見るのが好きなスポーツ」は1960年代半ばにアメフトが野球に代わってトップに立った。以後その差は開くばかりで、2017年の調査ではアメフトが37％、野球は9％と4倍以上の差になっており、MLB人気がマイナー化したことがうかがえる。

## 所属チーム（アメリカンリーグ・ナショナルリーグ）
WS：ワールドシリーズ優勝回数、LS：リーグ優勝回数、DS：地区優勝回数、WC：ワイルドカード回数

| A N                | 地 区  | チーム名                                                 | 創 設 | 加 盟 | 改 名 | 本拠地                                                            | W S | L S | D S | W C |
| ------------------ | ------ | -------------------------------------------------------- | ----- | ----- | ----- | ----------------------------------------------------------------- | --- | --- | --- | --- |
| アメリカン・リーグ | 東地区 | ボルチモア・オリオールズ Baltimore Orioles (BAL)         | 1894  | 1901  | 1954  | メリーランド州ボルチモア オリオールパーク・アット・カムデンヤーズ | 3   | 7   | 9   | 3   |
| アメリカン・リーグ | 東地区 | ボストン・レッドソックス Boston Red Sox (BOS)            | 1901  | 1901  | 1908  | マサチューセッツ州ボストン フェンウェイ・パーク                   | 9   | 14  | 10  | 8   |
| アメリカン・リーグ | 東地区 | ニューヨーク・ヤンキース New York Yankees (NYY)          | 1901  | 1901  | 1913  | ニューヨーク州ニューヨーク・ブロンクス ヤンキー・スタジアム       | 27  | 40  | 20  | 9   |
| アメリカン・リーグ | 東地区 | タンパベイ・レイズ Tampa Bay Rays (TB)                   | 1998  | 1998  | 2008  | フロリダ州セントピーターズバーグ トロピカーナ・フィールド         | 0   | 2   | 4   | 4   |
| アメリカン・リーグ | 東地区 | トロント・ブルージェイズ Toronto Blue Jays (TOR)         | 1977  | 1977  | 1977  | オンタリオ州トロント ロジャーズ・センター                         | 2   | 2   | 6   | 3   |
| アメリカン・リーグ | 中地区 | シカゴ・ホワイトソックス Chicago White Sox (CWS)         | 1894  | 1901  | 1904  | イリノイ州シカゴ レート・フィールド                               | 3   | 6   | 6   | 1   |
| アメリカン・リーグ | 中地区 | クリーブランド・ガーディアンズ Cleveland Guardians (CLE) | 1894  | 1901  | 2022  | オハイオ州クリーブランド プログレッシブ・フィールド               | 2   | 6   | 11  | 1   |
| アメリカン・リーグ | 中地区 | デトロイト・タイガース Detroit Tigers (DET)              | 1894  | 1901  | 1901  | ミシガン州デトロイト コメリカ・パーク                             | 4   | 11  | 7   | 1   |
| アメリカン・リーグ | 中地区 | カンザスシティ・ロイヤルズ Kansas City Royals (KC)       | 1969  | 1969  | 1969  | ミズーリ州カンザスシティ カウフマン・スタジアム                   | 2   | 4   | 7   | 1   |
| アメリカン・リーグ | 中地区 | ミネソタ・ツインズ Minnesota Twins (MIN)                 | 1894  | 1901  | 1961  | ミネソタ州ミネアポリス ターゲット・フィールド                     | 3   | 6   | 12  | 1   |
| アメリカン・リーグ | 西地区 | ヒューストン・アストロズ Houston Astros (HOU)            | 1962  | 2013  | 1965  | テキサス州ヒューストン ダイキン・パーク                           | 2   | 5   | 11  | 4   |
| アメリカン・リーグ | 西地区 | ロサンゼルス・エンゼルス Los Angeles Angels (LAA)        | 1961  | 1961  | 2016  | カリフォルニア州アナハイム エンゼル・スタジアム・オブ・アナハイム | 1   | 1   | 9   | 1   |
| アメリカン・リーグ | 西地区 | アスレチックス Athletics (ATH)                           | 1901  | 1901  | 2025  | カリフォルニア州ウェストサクラメント サター・ヘルス・パーク       | 9   | 15  | 17  | 4   |
| アメリカン・リーグ | 西地区 | シアトル・マリナーズ Seattle Mariners (SEA)              | 1977  | 1977  | 1977  | ワシントン州シアトル T-モバイル・パーク                           | 0   | 0   | 3   | 2   |
| アメリカン・リーグ | 西地区 | テキサス・レンジャーズ Texas Rangers (TEX)               | 1961  | 1961  | 1972  | テキサス州アーリントン グローブライフ・フィールド                 | 1   | 2   | 7   | 1   |
| ナショナル・リーグ | 東地区 | アトランタ・ブレーブス Atlanta Braves (ATL)              | 1871  | 1876  | 1966  | ジョージア州カンバーランド トゥルーイスト・パーク                 | 4   | 18  | 22  | 2   |
| ナショナル・リーグ | 東地区 | マイアミ・マーリンズ Miami Marlins (MIA)                 | 1993  | 1993  | 2012  | フロリダ州マイアミ ローンデポ・パーク                             | 2   | 2   | 0   | 3   |
| ナショナル・リーグ | 東地区 | ニューヨーク・メッツ New York Mets (NYM)                 | 1962  | 1962  | 1962  | ニューヨーク州ニューヨーク・クイーンズ シティ・フィールド         | 2   | 5   | 6   | 4   |
| ナショナル・リーグ | 東地区 | フィラデルフィア・フィリーズ Philadelphia Phillies (PHI) | 1883  | 1883  | 1890  | ペンシルベニア州フィラデルフィア シチズンズ・バンク・パーク       | 2   | 8   | 11  | 1   |
| ナショナル・リーグ | 東地区 | ワシントン・ナショナルズ Washington Nationals (WSH)      | 1969  | 1969  | 2005  | ワシントンD.C. ナショナルズ・パーク                               | 1   | 1   | 5   | 1   |
| ナショナル・リーグ | 中地区 | シカゴ・カブス Chicago Cubs (CHC)                        | 1870  | 1876  | 1902  | イリノイ州シカゴ リグレー・フィールド                             | 3   | 17  | 8   | 2   |
| ナショナル・リーグ | 中地区 | シンシナティ・レッズ Cincinnati Reds (CIN)               | 1882  | 1890  | 1959  | オハイオ州シンシナティ グレート・アメリカン・ボール・パーク       | 5   | 9   | 10  | 1   |
| ナショナル・リーグ | 中地区 | ミルウォーキー・ブルワーズ Milwaukee Brewers (MIL)       | 1969  | 1998  | 1970  | ウィスコンシン州ミルウォーキー アメリカンファミリー・フィールド   | 0   | 1   | 4   | 3   |
| ナショナル・リーグ | 中地区 | ピッツバーグ・パイレーツ Pittsburgh Pirates (PIT)        | 1882  | 1887  | 1891  | ペンシルベニア州ピッツバーグ PNCパーク                            | 5   | 9   | 9   | 3   |
| ナショナル・リーグ | 中地区 | セントルイス・カージナルス St. Louis Cardinals (STL)     | 1882  | 1892  | 1900  | ミズーリ州セントルイス ブッシュ・スタジアム                       | 11  | 19  | 15  | 5   |
| ナショナル・リーグ | 西地区 | アリゾナ・ダイヤモンドバックス Arizona Diamondbacks (AZ) | 1998  | 1998  | 1998  | アリゾナ州フェニックス チェイス・フィールド                       | 1   | 1   | 5   | 1   |
| ナショナル・リーグ | 西地区 | コロラド・ロッキーズ Colorado Rockies (COL)              | 1993  | 1993  | 1993  | コロラド州デンバー クアーズ・フィールド                           | 0   | 1   | 0   | 5   |
| ナショナル・リーグ | 西地区 | ロサンゼルス・ドジャース Los Angeles Dodgers (LAD)       | 1883  | 1890  | 1958  | カリフォルニア州ロサンゼルス ドジャー・スタジアム                 | 8   | 24  | 20  | 3   |
| ナショナル・リーグ | 西地区 | サンディエゴ・パドレス San Diego Padres (SD)             | 1969  | 1969  | 1969  | カリフォルニア州サンディエゴ ペトコ・パーク                       | 0   | 2   | 5   | 2   |
| ナショナル・リーグ | 西地区 | サンフランシスコ・ジャイアンツ San Francisco Giants (SF) | 1883  | 1883  | 1958  | カリフォルニア州サンフランシスコ オラクル・パーク                 | 8   | 23  | 9   | 3   |

### リーグの構成と変遷
現在、MLBに所属する30チームはアメリカ合衆国の17の州とコロンビア特別区、カナダの1州に本拠地を置いている。ナショナルリーグ、アメリカンリーグともに15チームが所属。さらに各リーグに所属するチームは地図上で東中西の3つの地区に分割される。
各地区はすべて5チームずつで構成される。30チームに増加した当初より、各地区5チームごとの同数に分ける案も出されていたが、2012年まではインターリーグが現在のNPBにおけるセ・パ交流戦と同様に、特定の期間（MLBでは5月から7月の間）のみの集中開催だったため、各リーグ15チームの奇数になった場合試合を組めないチームが必ず1チームでき、年間の試合スケジュールを組むのが困難だったため、当初はアメリカンリーグ（中地区）の1チーム（ミルウォーキー・ブルワーズ）をナショナルリーグ（中地区）に配置しアメリカンリーグを14（東5・中5・西4）チーム、ナショナルリーグを16（東5・中6・西5）チームとしていた。その後、2013年からインターリーグを年間通じて行う方式に改正し、アメリカン・ナショナル両リーグ内の試合を組めない1チーム同士で常に試合が行われることによりこの問題は解消され、同年にナショナルリーグ（中地区）の1チーム（ヒューストン・アストロズ）がアメリカンリーグ（西地区）に配置され、各地区が5チームずつに分けられた。

## 年間スケジュールと試合システム

### スプリングトレーニング

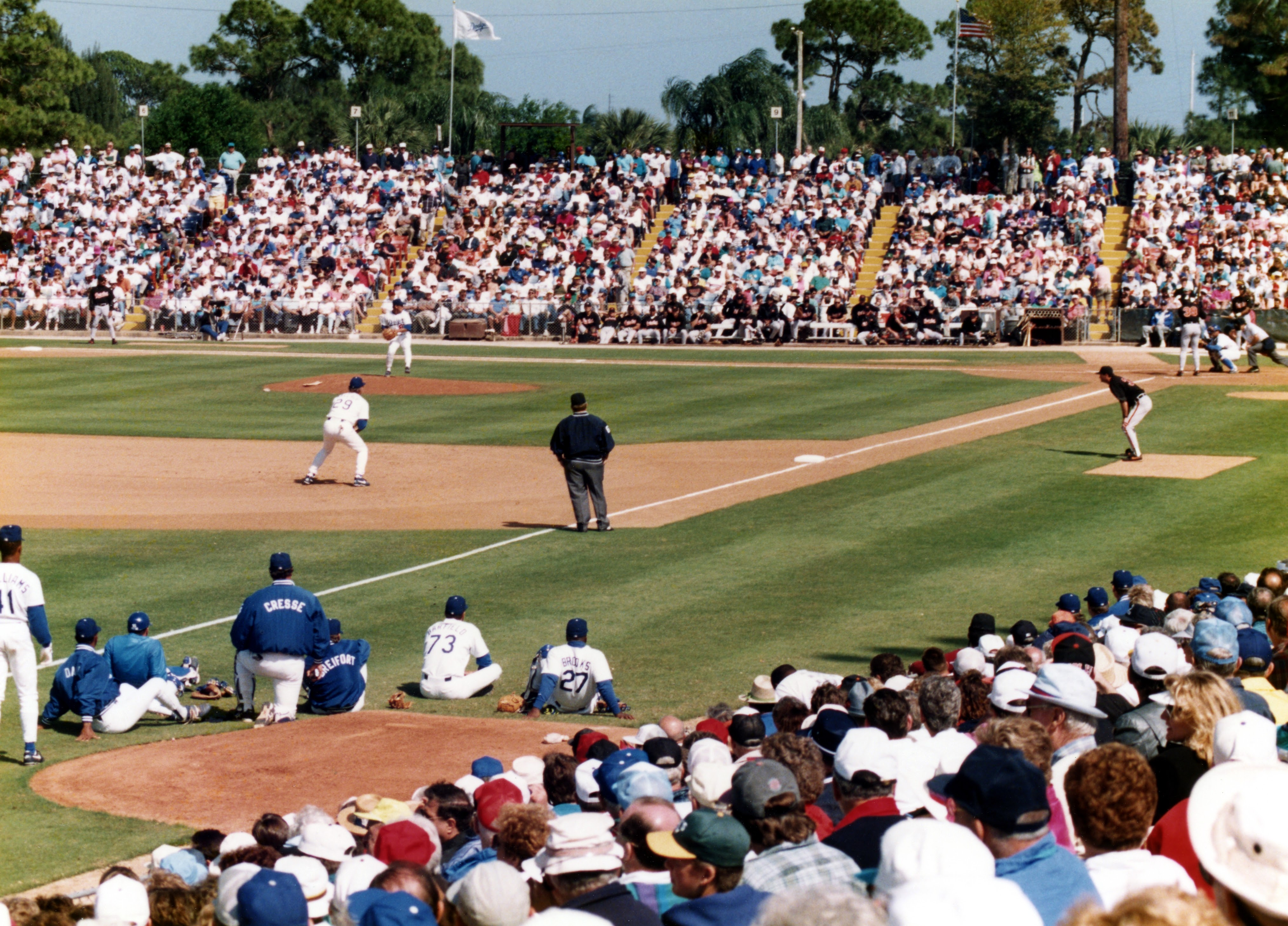
スプリングトレーニングの試合風景

シーズンが始まる前の2月中旬から3月下旬にかけて日本の春季キャンプにあたるスプリングトレーニングが行われる。このキャンプが行われる時期はまだ気温が低く雪が降るなどの地域があるため、暖かい地域のアリゾナ州とフロリダ州にあるマイナーリーグの本拠地がキャンプ地に選ばれている。アリゾナ州をキャンプ地にするチームでカクタスリーグ（Cactus League　サボテンのこと）、フロリダ州をキャンプ地にするチームでグレープフルーツリーグ（Grapefruit League）が形成され、公式戦と同じような形式でオープン戦が行われるが、この間の記録は公式記録とはならない。
スプリングトレーニング開始時点で各チームの26人ロースター（MLB登録枠）は確定しておらず、40人ロースター（MLB登録拡大枠）の選手と、ロースター外の招待選手と呼ばれるベテランのFA選手や傘下マイナー球団所属の有望選手の中から、レギュラーシーズン開始までに開幕のロースター枠をめぐってふるい分けが行われる。レギュラーシーズンよりもベンチ入り選手数が多いため、チームを2分割し同じ日に違うチームと対戦するスプリットスクワッドなどの方式が採られる場合もある。

### レギュラーシーズン

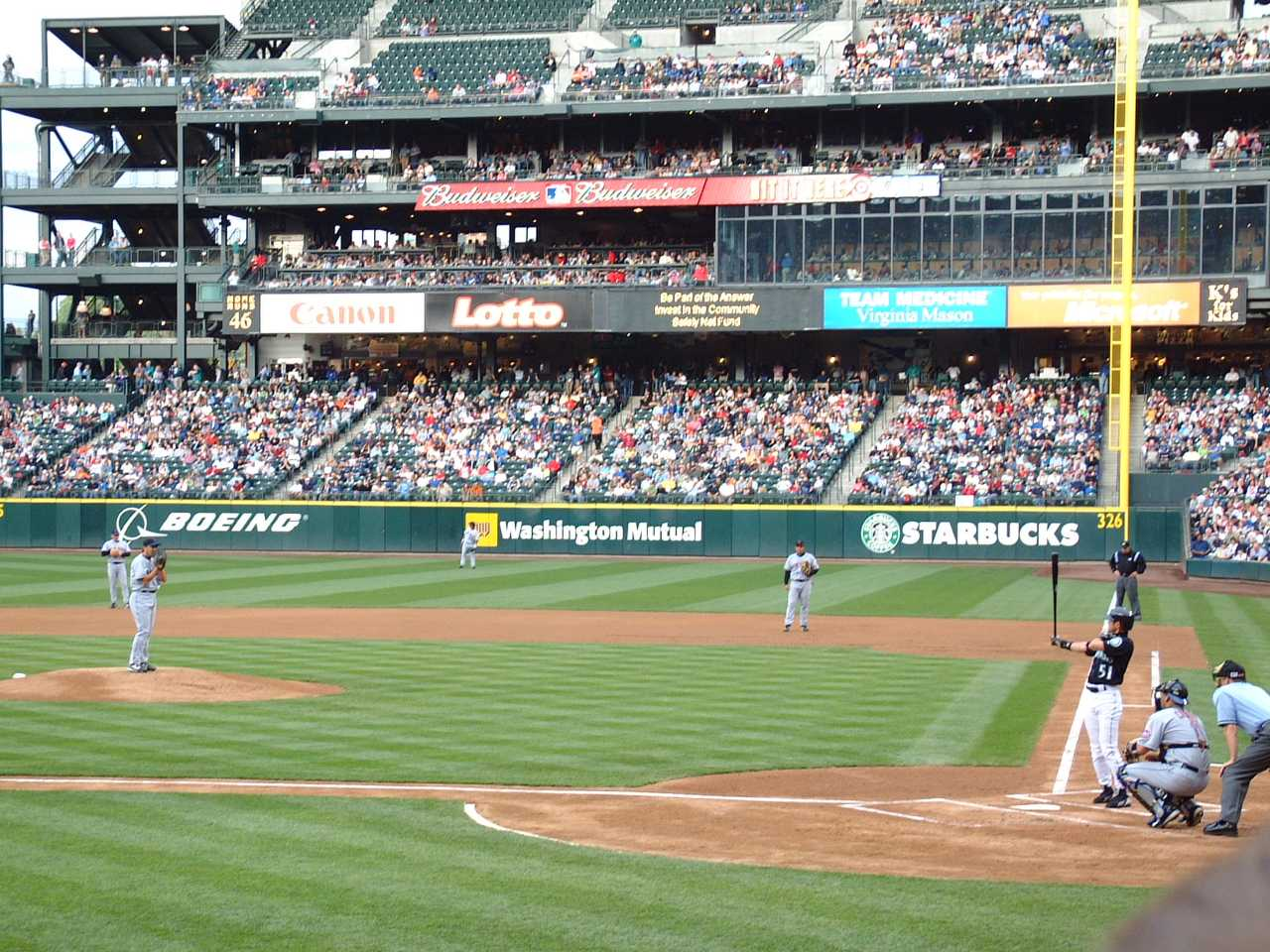
メジャーリーグの試合風景

4月上旬から9月下旬にかけ、1チームあたり162試合のレギュラーシーズンが行われる。
162試合の内訳は、2025年から導入される現在のフォーマットでは以下のとおり。
- 同リーグ・同地区の4チームと各13回戦（52試合）。
- 同リーグ・他地区の10チームのうち、2チームと各7回戦、8チームと各6回戦（62試合）。
- 他リーグの15チームのうち、「地理的なライバル」(natural rival)[注 4]1チームと6回戦、14チームと各3回戦（48試合） - インターリーグ。

これにより、1シーズンに全チームと少なくとも3試合は対戦することとなる。
過去のスケジュール
1960年までの試合数は、リーグ各チーム総当たり（22回戦×7チーム）の154試合であった。
アメリカンリーグは1961年から、ナショナルリーグは翌1962年から現在の162試合（18回戦×9チーム）になり、1969年に始まった2地区制時代は12球団時は同地区5チーム×18試合=90試合、他地区6チーム×12試合=72試合の計162試合であったが、アメリカンリーグは1977年から、ナショナルリーグも1993年には14球団に増えたことから、同地区6チーム×13試合=78試合、他地区7チーム×12試合=84試合の合計162試合になった。
異なるリーグのチームと対戦するインターリーグは、1997年から導入された。当時は地区によって所属チーム数が違っていたためばらつきがあるが、同地区と60試合程度、同リーグの他2地区と各45試合程度、その他インターリーグが数試合の合計162試合になった。
2012年以前のインターリーグは、例年5月中旬から6月中旬の間に数試合行い、その後一旦同リーグ内のカードに戻った後、6月上旬から7月中旬の間で再び数試合行うという日程となっており、合計18試合程度行われていた。自チームの本拠地球場と相手チームの本拠地球場でほぼ均等に試合が組まれるが、インターリーグの対戦によっては、どちらか一方の本拠地球場で全3試合を開催するケースが多かった。ただし、各チーム1シーズンのホームゲームとアウェイゲームの数が均等になるように、開催球場のバランス調整が行われていた。
両リーグ15チームずつとなった2013年以降は同地区4チーム×19試合=76試合、他地区10チーム×6または7試合=66試合、インターリーグ20試合の合計162試合である。インターリーグの内訳は「地理的なライバル」と4試合、ある地区1チームと4試合、その地区の残り4チームと3試合。ただし、同地区対決となる場合は1チームと6試合、2チームと4試合、2チームと3試合となり、この場合「地理的なライバル」は考慮されていなかった。
両リーグとも予告先発制度を採用している。先発投手は試合ごとではなく対戦カードごとにまとめて予告される。なお、全試合指名打者制（DH）が採用される（ナショナルリーグでは2021年以前は2020年を除き採用されていなかった）。
試合は引き分けなしの時間無制限で行う。なお2020年から、延長戦では毎回無死二塁の状況から攻撃を開始するタイブレーク制を採用している。降雨などで「タイゲーム」となった場合はサスペンデッドが宣告され、この場合は次の日以降に中断した時点から再開し決着が付くまで試合が行われる。その場合の試合は、移動日や1日にその日予定されていた試合と順延になった試合の2試合行うダブルヘッダーなどで消化される。大乱闘などで試合続行不可能になったり、そもそも相手チームが到着せず、試合ができない場合などは、フォーフィッテッドゲーム（forfeited game、没収試合）となることがある。

怪我や疾病のために試合出場が困難と診断された選手は負傷者リスト（IL）に登録されてアクティブ・ロースターから外れ、所定日数が経過するまでは復帰できない。他にも、忌引や育休などの目的でロースターを一時離脱できる制度がある。その間は傘下マイナーリーグなどから代替選手を補充することができる。

レギュラーシーズン中、40人ロースター内の選手のトレードは7月31日前後まで可能となっている。そのため、特にトレード期限日直前には主力選手が絡む駆け込みトレードが多く成立する。
9月1日になると、アクティブ・ロースター（ベンチ入りし、試合出場も可能な人数）の枠が26人から28人へ拡大される。なお2019年までは最大40人に拡大されていた（通称「セプテンバー・コールアップ」。コールアップ (call up) は「（チームに）選抜される」の意）。このルールにより、9月以降は傘下マイナーチームに待機していた選手が複数名MLBのベンチに加わることとなり、幅広い選手起用が可能になる。この時期にメジャーデビューを果たす若手選手も多く見られる。ただし、ポストシーズンのアクティブ・ロースターは26人であり、また8月31日時点で当該チームの40人ロースターに登録されていなかった選手は原則、ポストシーズンのロースターには登録できない。
MLBでは新古典派球場ブームにより、天候に左右されないドーム球場は減る傾向にあるため、雨による中止が多く見られる。ただ、レギュラーシーズンの試合日程が過密であり、20から30連戦という日程が少なくないため、数時間にも及ぶ試合中断を挟んだ上でも試合を成立させることは珍しくない。これに加え、国内でも時差が3時間あり、気候にも大きな差がある広大なアメリカ本土・カナダを縦横に移動するために各球団が飛行機をチャーターするため、深夜早朝を問わず航空会社のダイヤに左右されず最も都合の良い時間に移動することが可能ではあるものの、肉体的な負担はとても大きい。1シーズンの総移動距離は約73,000キロにも達し、これは地球1.8周分に相当する。たとえ主軸のレギュラー野手であっても疲労回復のため定期的に先発から外すことが多く、162試合全てに出場する選手は毎年リーグに数えるほどしかいない。
前記のような延長時間無制限や過密日程、投手枠の制限もあるため、大差がつき敗戦が決定的となった試合や、延長戦途中で投手を使い果たした場合などに、日本プロ野球ではほとんど見られない「野手がリリーフ投手として登板」という場面が発生することがあり、例えば2015年にはイチローを含め、延べ27人の野手がリリーフ登板している。
各チームが基本的に162試合全てを消化するルールだが、162試合すべてが必ず行われるとは限らない。ポストシーズン進出可否が完全に決定し、且つ地区順位も確定しているチーム同士による（雨天中止などによって順延されたゲームの）再試合は、仮に選手やチームの何らかのタイトル・記録にかかわる場合であっても基本的に行わないこととなっている。

### オールスターゲーム
7月にはオールスターゲームが行われる。当初はオールスター選手の祭典的な位置づけであったが、2003年から2016年までは勝ったリーグにワールドシリーズでの本拠地開催優先権であるホームアドバンテージが与えられることとなったため、引き分け試合がなくなり以前より本気の試合展開になった。

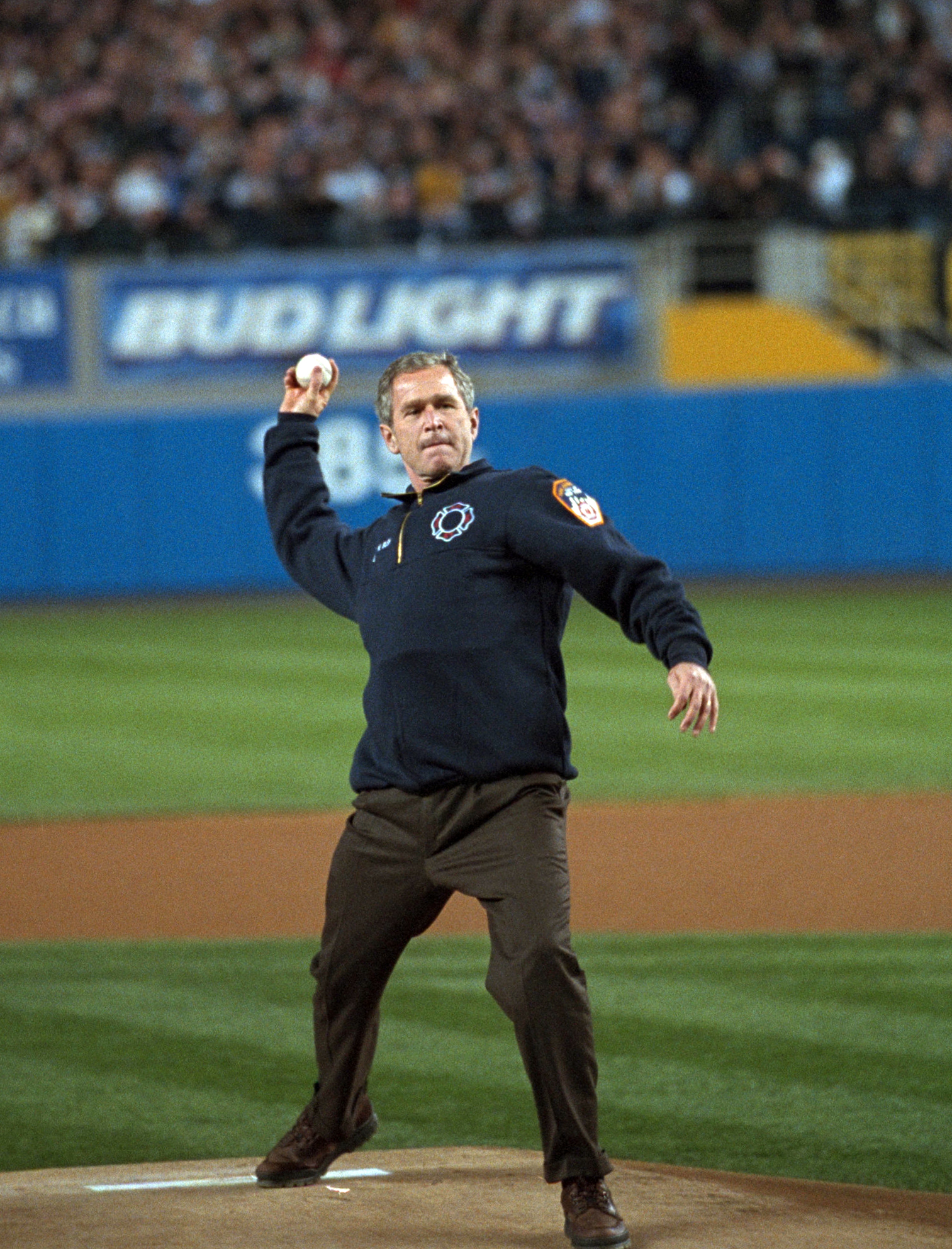
ジョージ・W・ブッシュ大統領によるワールドシリーズの始球式（2001年）

### ポストシーズン
| 位 | 優勝チーム                     | 優勝 | 出場 |
| -- | ------------------------------ | ---- | ---- |
| 1  | ニューヨーク・ヤンキース       | 27   | 41   |
| 2  | セントルイス・カージナルス     | 11   | 19   |
| 3  | オークランド・アスレチックス   | 9    | 14   |
| 4  | ボストン・レッドソックス       | 9    | 13   |
| 5  | ロサンゼルス・ドジャース       | 8    | 22   |
| 6  | サンフランシスコ・ジャイアンツ | 8    | 20   |
| 7  | シンシナティ・レッズ           | 5    | 9    |
| 8  | ピッツバーグ・パイレーツ       | 5    | 7    |
| 9  | デトロイト・タイガース         | 4    | 11   |
| 10 | アトランタ・ブレーブス         | 4    | 10   |
| 11 | シカゴ・カブス                 | 3    | 11   |
| 12 | ボルチモア・オリオールズ       | 3    | 7    |
| 13 | ミネソタ・ツインズ             | 3    | 6    |
| 14 | シカゴ・ホワイトソックス       | 3    | 5    |
| 15 | フィラデルフィア・フィリーズ   | 2    | 8    |
| 16 | クリーブランド・ガーディアンズ | 2    | 6    |
| 17 | ニューヨーク・メッツ           | 2    | 5    |
| 17 | ヒューストン・アストロズ       | 2    | 5    |
| 19 | カンザスシティ・ロイヤルズ     | 2    | 4    |
| 20 | トロント・ブルージェイズ       | 2    | 2    |
| 20 | マイアミ・マーリンズ           | 2    | 2    |
| 22 | テキサス・レンジャーズ         | 1    | 3    |
| 23 | アリゾナ・ダイヤモンドバックス | 1    | 2    |
| 24 | ロサンゼルス・エンゼルス       | 1    | 1    |
| 24 | ワシントン・ナショナルズ       | 1    | 1    |
| 26 | タンパベイ・レイズ             | 0    | 2    |
| 26 | サンディエゴ・パドレス         | 0    | 2    |
| 28 | ミルウォーキー・ブルワーズ     | 0    | 1    |
| 28 | コロラド・ロッキーズ           | 0    | 1    |
| 30 | シアトル・マリナーズ           | 0    | 0    |

10月に入るとポストシーズンゲームが行われる。
2022年からは、各リーグとも162試合の成績を元に各地区の勝率1位の3チームとワイルドカード3チームを加えた6チームずつによるトーナメント戦を行う。
2021年までは、ワイルドカードは2チームのみであり、両者の1試合の「ワイルドカードゲーム」の勝者がディビジョンシリーズに進んでいた。
2011年までは、ワイルドカードは1チームのみであった。

#### ワイルドカードシリーズ
2022年より導入された「ワイルドカードシリーズ」は、ディビジョンシリーズへの出場権をかけて4チームにより行われる。地区優勝チームは成績順にシード1,2,3となる。そのうちシード3のみがワイルドカードシリーズに参加し、シード1,2は免除される。ワイルドカードとなった3チームは成績順にシード4,5,6と呼ばれる。シード3と6が、シード4と5がそれぞれシード上位の本拠地で最大3試合を行い、先に2勝したチームがディビジョンシリーズに進出する。
2012年から2021年までは、ワイルドカードは2チームのみであり、成績上位のチームの本拠地で行われる1試合のワイルドカードゲームの勝者がディビジョンシリーズに進んでいた。

#### ディビジョンシリーズ
ディビジョンシリーズ（地区シリーズ）は、前述の「ワイルドカードシリーズ」を勝ち抜いたチームのうちシード4あるいは5にあたるチームとリーグ勝率1位のチーム、そしてシード3あるいは6にあたるチームとリーグ勝率2位のチームの組み合わせで試合を行う。最大5試合が行われ、一方が3勝すればシリーズは終了し、そのチームがリーグチャンピオンシップシリーズに進出する。
2012年から2021年までは、ワイルドカードチームと勝率1位のチーム、そして勝率2位と3位のチームの組み合わせであった。さらに1998年から2011年までは、最高勝率チームとワイルドカードのチームが同地区の場合、ワイルドカードとリーグ勝率2位のチーム、勝率1位チームと勝率3位チームの組み合わせで行っていた（ワイルドカードから見れば、対戦相手は必ず別の地区の地区勝率1位の2チームのうち勝率の高いほうとなる）。1995年から1997年は2試合-3試合で開催され、第3～5戦を本拠地で開催できる権利も持ち回りで決められていた。
1981年はストライキにより前後期制をとり、前期優勝チームと後期優勝チームによる地区優勝決定シリーズが行われた。

#### リーグチャンピオンシップシリーズ
リーグチャンピオンシップシリーズ（リーグ優勝決定シリーズ）は、ディビジョンシリーズを勝ち上がった(1969年 - 1993年は東西それぞれの地区優勝を果たした)各リーグの2チームの対戦となる。試合は7戦4勝制(1969年 - 1984年は5戦3勝制)で行われ、4勝(1969年 - 1984年は3勝)したチームが出た時点でシリーズは終了し、リーグ優勝となりワールドシリーズ出場権を獲得する。
地区制度導入以前は1位に2球団が並んだ場合、アメリカンリーグは1試合制、ナショナルリーグは3試合制のプレーオフを実施していた。

#### ワールドシリーズ
ワールドシリーズはアメリカンリーグ、ナショナルリーグの優勝チームが対戦する。7戦4勝制で行われ、4勝したチームがワールドシリーズチャンピオンとなる。例外として、1903年と1919年から1921年の4回は9戦5勝制で行われた。
2024年シーズン終了現在、ワールドシリーズチャンピオンの経験があるチームは30チーム中25チームで、残り5チームのうちシアトル・マリナーズはワールドシリーズ進出経験もない。ワールドシリーズ進出回数1位はニューヨーク・ヤンキースの41回で、またヤンキースは1960年以前から存在するナショナルリーグの8球団全てをワールドシリーズで倒している。ワールドシリーズチャンピオン回数もヤンキースが最多（27回）である。
ワールドシリーズ終了後はストーブリーグに入り、MVPや新人王などの各種表彰、来季に向けたウインターミーティング、FA選手の移籍、年俸調停などを経て、再びスプリングトレーニングが始まる。

## ドラフトとマイナーリーグ
ドラフトは、戦力の均衡を目的に1965年から導入された。毎年6月または7月に開催され、アメリカ・カナダ・プエルトリコほか合衆国領在住の学生および独立リーグの選手を対象に、ウェーバー方式で1チームあたり数十名の新人選手が指名される。指名選手とはマイナー契約（40人ロースター外での契約）しか締結できないため、ほぼ全ての選手はマイナーリーグで数年間の育成を経たのち、有望選手がMLB昇格を果たしていく。
ドラフト指名対象外の国（ドミニカ共和国、ベネズエラ、メキシコ、アジア各国など）に在住する16歳以上の海外アマチュア選手は「International Amateur FA（国際アマチュアFA）」選手として扱われ、球団別に毎年定められる契約金総計（インターナショナル・ボーナス・プール）の範囲内で自由獲得できるルールとなっている。
またシーズンオフの12月（ウィンターミーティング最終日）には、40人ロースター外で且つMLB傘下に一定年数以上在籍している他チームの現役選手を指名し獲得できるルール・ファイブ・ドラフト（ルール 5 ドラフト）が開催される。この制度は選手の飼い殺しを防ぐ目的で行われる。
マイナーリーグベースボール（Minor League Baseball, MiLB）は、独立採算制で運営されている北アメリカのプロ野球リーグのうち、MLBの傘下に入る協定を結んでいるリーグを指す。MiLB所属チームは、最上位のAAA級からルーキーリーグまで5階級のクラスに分かれ、各クラス内でリーグを組み、公式戦を実施している。MLB所属チームは、各クラスのMiLB所属チームを直営するか、または各地域の既存の独立資本チームと選手育成契約 (PDL) を結んで選手およびコーチを派遣することで、自らの下部組織としている。
MiLBは、各フランチャイズでの野球振興のほか、MLBのアクティブ・ロースターに入っていない選手、故障した選手、MiLBチームが独自に獲得した選手たちの育成・調整目的の場となり、これらの選手をMLBに供給する役割も担っている。

## コミッショナー制度
| 代 | コミッショナー          | 在任期間                          |
| -- | ----------------------- | --------------------------------- |
| 1  | ケネソー・M・ランディス | 1920年 - 1944年                   |
| 2  | ハッピー・チャンドラー  | 1945年 - 1951年                   |
| 3  | フォード・フリック      | 1951年 - 1965年                   |
| 4  | ウィリアム・エッカート  | 1965年 - 1968年                   |
| 5  | ボウイ・キューン        | 1969年 - 1984年                   |
| 6  | ピーター・ユベロス      | 1984年 - 1989年                   |
| 7  | バート・ジアマッティ    | 1989年                            |
| 8  | フェイ・ヴィンセント    | 1989年 - 1992年                   |
| 9  | バド・セリグ            | (1992年 - 1998年) 1998年 - 2015年 |
| 10 | ロブ・マンフレッド      | 2015年 - 現在                     |

1920年にブラックソックス事件が発覚し、野球人気が低迷した。人気を回復するため中長期的な展望、戦略、迅速な意思決定をする必要に迫られた各オーナーたちが話し合い、中立的な意思決定機関として1920年にコミッショナー制度が導入された。そして、連邦地裁判事だったケネソー・マウンテン・ランディスが初代コミッショナーに就任。制度導入以後はしばらくコミッショナーと両リーグ会長の三頭体制をとっていたが、1999年を最後に両リーグ会長職は廃止されている。

## 経営
| 順位 | リーグ         | チーム数 |
| ---- | -------------- | -------- |
| 1    | NFL            | 30       |
| 2    | NBA            | 7        |
| 3    | MLB            | 5        |
| 4    | プレミアリーグ | 4        |
| 5    | ラ・リーガ     | 2        |
| 6    | ブンデスリーガ | 1        |
| 6    | リーグ・アン   | 1        |

MLBは経営においてはカルテルであり、これについてはアメリカの法令において特別な例外規定により独占禁止法の適用を免れている。このためチームの総数の制限、収益の組織的分配、本来なら個人の自由な経済活動を制限するドラフト制度などを合法的に行える。特にドラフト制度と収益の分配は各チームの実力を均一化させ試合内容を充実することで、観客動員数およびテレビの視聴率を上げている。一方で日本のプロ野球は経営自体はたいてい赤字でチームのオーナー企業の宣伝が経済活動の基盤である。このため強いチーム（のオーナー企業）がわざわざ弱いチーム（のオーナー企業）に便宜を図って実力の均衡を図ることにメリットが存在しない。野球チームの経営はオーナー企業の広報活動の二次的なものに過ぎないからである。MLBでのそれぞれのチームはたいてい独立組織で黒字であり、逆に複数の企業がそのチームの威光の宣伝効果を求めてスポンサーになるという構造になっている。またMLBのチーム数は大都市のステータスとしてプロ野球チームの招致を希望するアメリカの都市の数より少なめに設置されている。これによりアメリカのプロ野球チームはさまざまな経済的優遇措置を招致都市から引き出すことができる。そのもっとも重要なものは、チームが使用するスタジアムを地元の自治体の予算で建設し無料で使用できることで、これだけで毎年で数百万ドル（数億円）にあたる補助金となっている。日本のプロ野球チームが二軍を維持するのがやっとなのに、アメリカのプロ野球チームが五軍まで維持できるのは経営そのものにこのような構造的違いがあるからである。
MLBの2006年の観客動員数は前年比1.5%増の7,604万3,902人と3年連続で増加し過去最高を記録している。30チーム中24チームが200万人を超え、うち8チームは300万人を超えており、年々入場券の平均価格が上がっているにも拘らず観客動員数は増加傾向である。現在までの年間観客動員数最多チームはニューヨーク・ヤンキースで420万518人、最少チームはフロリダ・マーリンズで116万5,120人、全チームの平均は253万4797人となっている。また、2006年のマイナーリーグベースボールの観客動員数は4,171万357人で、MLBと合わせた観客動員数は1億1,775万4,259人となっている。入場券の売り上げだけで巨額なものとなっており、放送権収入、商標権収入、スポンサー収入、グッズ収入なども含めたMLB全体の総収入は1995年に約13億8,499万ドル、1996年に約17億7,517万ドル、1999年に約27億8,687万ドル、2005年に約47億3,300万ドルなどと年々増加し、2006年には約52億ドル（約6,130億円）に達した。これは、NFLの約60億ドルに次ぐ額となっている。
その後も放映権の高騰などMLBの総収入は増加を続け、2014年には90億ドル、2018年には103億ドルを記録するなど増加の一途をたどっている。
また、チームの資産価値も年々上昇しており、アメリカの経済誌フォーブスが2014年4月に発表したMLB各チームの平均資産価値は8億1,000万ドルとなっている。1位はニューヨーク・ヤンキースの25億ドルであり、2014年8月時点ではNFLのダラス・カウボーイズとニューイングランド・ペイトリオッツに次いでアメリカのプロスポーツチームとして3番目の規模である。
MLB30位（最下位）のタンパベイ・デビルレイズは4億8500万ドルの価値と算定されている。また、2014年の統計ではMLBの30チーム中19チームが黒字である。赤字のチームにヤンキースやドジャースもあるが、後述の課徴金制度のためヤンキースなどの収入の多いチームは多額の課徴金を支払っており、これが赤字の原因の一つとなっている。さらに、各チームの収入にヤンキースはYESネットワークによる収入、カブスはWGNによる収入が含まれていないなど実際には各チームの収入はもっと多いとされている。また、チームの収益が選手年俸の伸びより速く増加しているため、全体の営業利益は2004年の1億3,200万ドルから2005年には3億6,000万ドルにまで増加している。選手の平均年俸も年々増加し、2001年に初めて200万ドルを超え、2006年の平均年俸は269万9,292ドルとなっている。また、2008年の全30チームの年俸合計額は28億7,935万7,538ドルで過去最高を更新している。さらに8年後の2016年には年俸合計額が40億ドルを突破し、平均年俸も過去最高の447万ドルを記録するなどこちらも年々増加し続けている。

## MLBにおこる問題とその対処

### 薬物問題
近年、メジャーリーグベースボールではバリー・ボンズやマーク・マグワイアの本塁打量産、ホセ・カンセコの暴露本 『禁断の肉体改造』出版による薬物使用の告白、かつて活躍した選手の急死などでドーピング疑惑が注目されている。以前から薬物使用に甘いと言われてきたが、近年は毎年抜き打ち検査が実施されている。2005年からは薬物検査に関する規定を導入し、その内容は違反1回目で10日間、2回目で30日間、3回目で60日間、4回目で1年間の出場停止、5回目でコミッショナーが裁定を下すというものであった。しかし、導入当初は罰金を支払えば試合に出ることができるという逃げ道も設けていたことを、合衆国下院の政府改革委員会から追及された。さらに、これでも未だに他のスポーツに比べて制裁が甘いという批判があり、2006年から違反1回目で50試合、2回目で100試合の出場停止処分、3回目で永久追放という更に厳しい新規定を導入した。だが、この永久追放に関しても救済措置が設けられている。
2007年12月13日にMLBの薬物使用実態調査「ミッチェル報告書」が公表され、現役、引退問わず89名の選手の名前が記載されている。バリー・ボンズ、ロジャー・クレメンス、アンディ・ペティット、ミゲル・テハダ、エリック・ガニエなど大物現役選手や、アレックス・カブレラ、ジェフ・ウィリアムスら日本のプロ野球に在籍経験のある選手も含まれている。

### ストライキ
1972年以来、労働契約が満了するたびに、選手のストライキが5度、所有者のロックアウトが3度発生している。いずれも収益に関する問題だった。1981年には50日間に及ぶストライキの影響により、前後期のスプリットシーズン制で開催されている。1994年から1995年にかけてのストライキはサラリーキャップ制度の導入に反発したもので期間も232日と過去最長に及び、1994年のワールドシリーズも中止になった。またこの他に2002年にもストライキの計画があったが、寸前で交渉が妥結した。2013年時点では1994年から1995年にかけてのストライキを最後にストライキは一度も行われていない。

## 戦力均衡策
2014年（2015年1月）までコミッショナーを務めていたバド・セリグは、かつて収益や観客動員の少ないミルウォーキー・ブルワーズのオーナーを長年務め、チームの経営難に苦慮した経験を持っていたため、コミッショナーに就任して以来戦力均衡策の導入に積極的だった。インターリーグ（交流戦）、プレーオフでのワイルドカード、年俸総額が一定の額を超えたチームに課徴金（Luxury Tax、ぜいたく税）を課す課徴金制度などを導入した。また、サラリーキャップ制や収益の完全分配などを導入することも検討されている。1965年に導入されていた完全ウェーバー制ドラフトなどもあり、2001年以降ワールドシリーズの優勝チームが毎年入れ替わっている。ただし、所属選手の年俸総額を比較すれば各チームの戦力差に大きな開きが明らかであり、制度を充実させても、補強に積極的なチームとそうでないチームがあるとされている。

### 収益分配制度
MLBの収益分配制度は2つある。1つ目はBase Planと呼ばれるもので、各チームの純収入（総収入から球場経費を除いた額）に20 %課税し、各チームから集められた課税金の4分の3が全チームに均等に分配され、4分の1が全チームの平均収入を下回るチームに下回る額に比例して按分分配するという内容（スプリット・プール方式）である。前述した1994年のストライキを受けて1996年に導入され、その後、2002年8月に締結された労使協定で、税率が34 %で課税額の全てを全チームに均等分配する内容（ストレート・プール方式）に改められた。2つ目はCentral Fund Componentと呼ばれるもので、収入の高いチームに課税して、一定の規則のもと収入の低いチームに再分配するという内容（スプリット・プール方式）。
この制度の目的は、収入の低いチームにより多くの分配金を分配することで収支を改善し、戦力均衡を促すことにあった。ところが、チームがポストシーズンに進出できなくなると球団側は有力選手を放出し、チーム全体の年俸総額を下げて多額の分配金を受け取ることを画策するようになり、結果的に戦力の均衡は達成できなかった。
そのため、2002年8月に締結された労使協定において、球団側が選手に支払う年俸総額が一定額を超えた場合、超過分に課徴金を課す「課徴金制度」（Luxury Tax、ぜいたく税）が導入された。4年間に一定額を超えた回数に応じて税率を引き上げていく内容となっており、2003年は40人枠の年俸総額が1億1,700万ドルを超えたチームは超過額の17.5 %を課税された。以降、2004年は1億2,050万ドルで1回目22.5 %・2回目30 %、2005年は1億2,800万ドルで1回目22.5 %・2回目30 %・3回目40 %、2006年は1億3,650万ドルで1回目0 %・2回目40 %・3回目40 %・4回目40 %課税されることとなっており、年俸の高騰を抑制し戦力の均衡を図った（ポスティングシステムによる入札金に、課徴金制度は適用されない）。その結果、2001年以降ワールドシリーズの優勝チームが毎年入れ替わるなど、一定の成果を上げている。
また、2006年10月24日に締結された新労使協定では、Base Planにおける税率が34 %から31 %に変更され、またCentral Fund Componentでは、Base Planで再分配される全額の41.066 %分の額が、Base Planで支払う側のチームから受け取る側のチームにBase Planとは別に再分配されるよう変更された。支払う側のチームの負担額は、各チームの収入が全チームの平均収入の超過分に応じて、Base Planの41.066 %分の額が按分徴収され、その徴収額は受け取る側のチームにスプリット・プール方式で再分配される。それと同時に、チームの収入の定義を「過去3年間の平均値（変動制）」から「2005 - 2006年の実績値と2007 - 2008年の売上げ予測の平均値（固定制）」に変更された。
チーム収入の定義が変動制から固定制に変更されたことにより、各チームの収入増減が分配額に影響しないようになった。この結果、全チームの限界税率は31 %で統一され、安易な有力選手の放出が抑制されるため戦力が均衡しやすくなっている。
課徴金制度の年俸総額の一定額や、選手の最低年俸は、労使協定によりある程度のスパンをもって決められる。
なお、日本のメディアにおいて「ぜいたく税制度によって徴収された課徴金は年俸総額の低いチームに配分される」と報道されることがあるが、これは上述のCentral Fund Componentと混同した誤りであり、課徴金は収益分配の対象ではない。
徴収されたぜいたく税は、最初の250万ドルが内部留保され、それを超えた額については、75 %が選手の福利厚生財源として、残りの25 %が“業界成長基金”（IGF:Industry Growth Fund）の財源として用いられることになる。IGFは1996年の労使協定において、アメリカやカナダをはじめとする全世界で野球を普及させる目的で設置されたものである。
| チーム         | 年                                                         | 総税額    |
| -------------- | ---------------------------------------------------------- | --------- |
| ヤンキース     | 2003年 - 2017年                                            | $319.6 MM |
| ドジャース     | 2013年 - 2017年                                            | $149.7 MM |
| レッドソックス | 2004年 - 2007年、2010年 - 2011年、 2015年 – 2016年、2018年 | $34.5 MM  |
| タイガース     | 2008年、2016年 - 2017年                                    | $9.0 MM   |
| ジャイアンツ   | 2015年 - 2017年                                            | $8.8 MM   |
| カブス         | 2016年                                                     | $2.96 MM  |
| ナショナルズ   | 2017年 - 2018年                                            | $2.65 MM  |
| エンゼルス     | 2004年                                                     | $927,059  |

## テレビ放映権
| チーム         | 放映権料   | 収益年 |
| -------------- | ---------- | ------ |
| ヤンキース     | 9000万ドル | 2011年 |
| メッツ         | 6500万ドル | 2012年 |
| レッドソックス | 6000万ドル | 2012年 |
| オリオールズ   | 2900万ドル | 2012年 |
| ナショナルズ   | 2900万ドル | 2012年 |

| チーム       | 契約                                      |
| ------------ | ----------------------------------------- |
| エンゼルス   | 総額25億ドル                              |
| エンゼルス   | 2013年 - 2028年、持ち株比率25％           |
| レンジャーズ | 総額30億ドル（1億ドルの契約ボーナス込み） |
| レンジャーズ | 2015年 - 2034年、持ち株比率10％           |
| アストロズ   | 総額32億ドル                              |
| アストロズ   | 2013年 - 2032年、持ち株比率45％           |
| パドレス     | 総額14億ドル                              |
| パドレス     | 2012年 - 2031年、持ち株比率20％           |

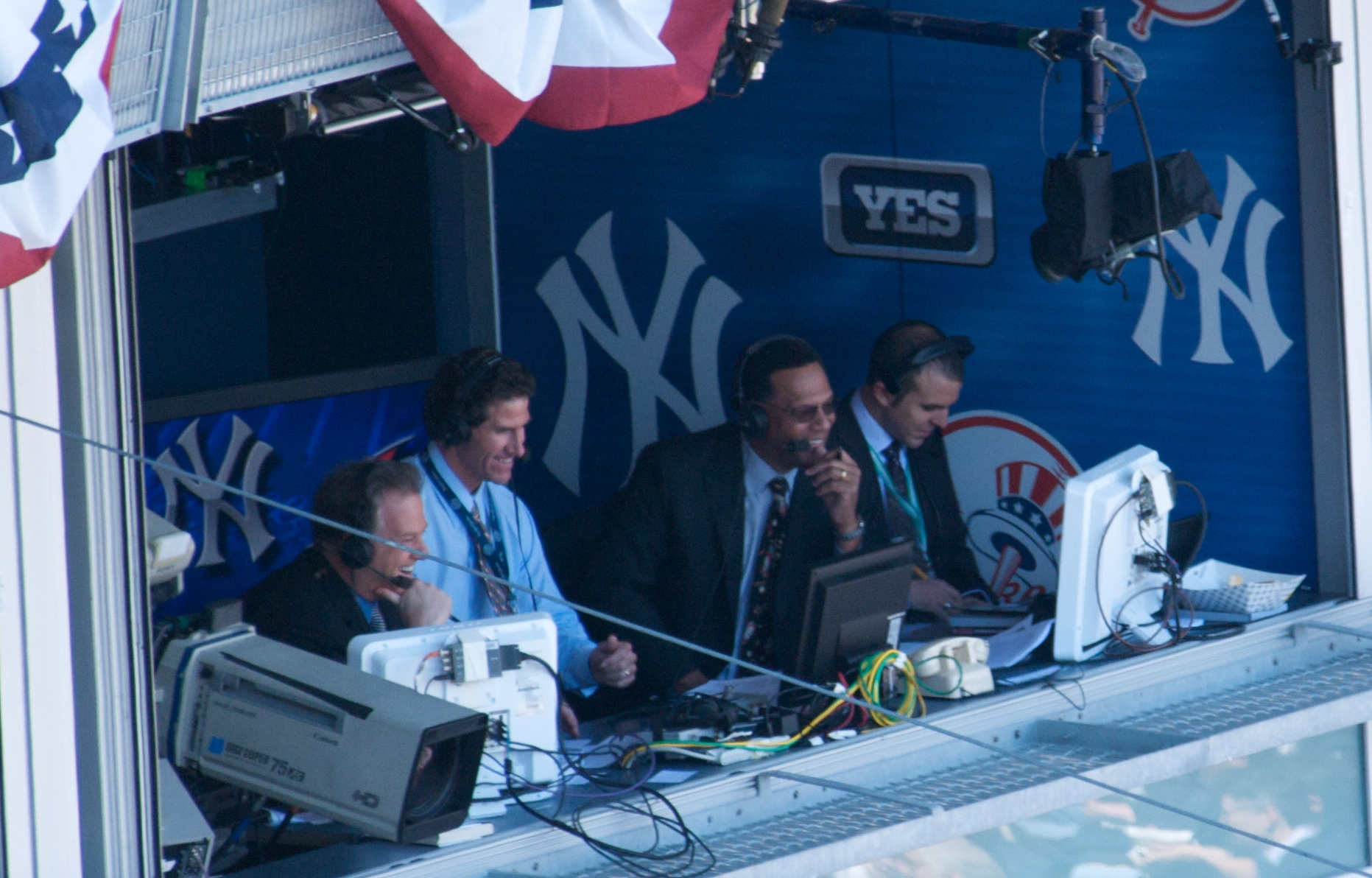
ニューヨーク・ヤンキース戦のテレビ野球中継のブース。YESネットワーク、マイケル・ケイ、ケン・シングルトン、ポール・オニール

MLBのテレビ放映権は、全国放送に限りMLB機構が管轄し、ローカル放送は各チームがFOXスポーツネット（FSN）に代表されるRegional Sports Network（RSN、ローカルスポーツ専門チャンネル）や地元放送局などと直接契約を結んでいる。
ただし、WGNや2007年9月までのTBSのようなスーパーステーション（地上波ローカル局とサイマル放送を行っている全米向けケーブルテレビ向け放送局）と契約しているチーム（WGNはシカゴ・カブスとシカゴ・ホワイトソックス、TBSはアトランタ・ブレーブス）の試合は結果的に全米で視聴可能となるため、放送局はチームに支払う放映権料とは別に機構に対していわゆる「スーパーステーション税」を支払う必要がある。
チームの本拠地が大都市であれば収入が大きくなり、小都市だと収入が少なくなるため、レギュラーシーズン・ポストシーズン全試合の放映権を管轄しているNFLとは違い、チームによって放映権料収入は大きく異なる。1984年、ボストン・レッドソックスがNew England Sports Network(NESN)を設立したのを皮切りに、ニューヨーク・ヤンキース（Yankees Entertainment and Sports Network(YES)）、ニューヨーク・メッツ（SportsNet New York(SNY)）など、チーム自らがローカルチャンネルを設立する例もある。これは別会社に入るお金までは課税されないためであり、その別会社がチームに支払う放映権料を低く抑えれば、リーグからの課税額も少なくなるだけにそのメリットは大きい。
なお、このように番組がスポーツ専用チャンネルに特化している米国では、その契約からも、テレビ中継は試合の途中で終わることはない。
また、アメリカでは元々商法行為に対する規制が厳しく、機構側の一括管理による独占・寡占契約はなされてこなかった。しかし、1961年の法律制定により解禁され、NFLがCBSと独占契約を結んだ（1960年に発足したAFL（アメリカン・フットボール・リーグ、1970年にNFLと合併）がABCと5年間の長期契約を結び、NFLを脅かす存在になったことが一因）ことを皮切りに、アメリカのプロスポーツ界では機構側が放映権を一括して複数年にわたる大型契約を結ぶようになった。その機構側が契約した放映権料はコミッショナー事務局のプール分を除いた額が30球団で均等に分配される。

### 現行の放映権契約
| FOX | レギュラーシーズン土曜日午後の試合                 |
| FOX | オールスターゲーム                                 |
| FOX | 奇数年のアメリカンリーグチャンピオンシップシリーズ |
| FOX | 偶数年のナショナルリーグチャンピオンシップシリーズ |
| FOX | ワールドシリーズ                                   |
| TBS | レギュラーシーズン日曜日午後の試合                 |
| TBS | ディビジョンシリーズ全試合                         |
| TBS | 奇数年のナショナルリーグチャンピオンシップシリーズ |
| TBS | 偶数年のアメリカンリーグチャンピオンシップシリーズ |
| TBS | 地区優勝やワイルドカードゲーム (2021年まで）       |

従来、全国放送はESPN（レギュラーシーズン。2005年までの6年間8億5,100万ドル）とFOX（ポストシーズンなど。2006年までの6年間25億ドル）の2社が契約していた。
ESPNとは2005年9月、2006年から8年間23億6,800万ドルの新契約にこぎつけたものの、FOXはMLBの視聴率低下によって広告収入が放映権料を下回ったとして値下げを主張、交渉は難航していた。ESPNは主にレギュラーシーズンの平日および日曜夜の試合を中継する。
2006年7月11日、FOXおよびTBSとの間に契約が成立した。放映権料は2007年からの7年間で2社合計で約30億ドル（FOX18億ドル・TBS5億ドルという報道もある。両社の契約内容は右記のとおり。
なお、2006年3月13日に、ヨーロッパのテレビ局「North American Sports Network」（NASN、2007年にESPNの傘下入り）が、2006年から5年間MLBの試合を放映する契約を結んだ。オープン戦からワールドシリーズまでの年間275試合が、イギリス、アイルランド、ドイツ、スイス、オランダなどのヨーロッパ7ヶ国で放送される。

### 日本での放送
日本向け放映権は電通が2004年から6年間2億7500万ドルで契約していた。テレビ放送では、日本放送協会（NHK）・TBSテレビ（TBS）・フジテレビジョンで放送している。2008年まではスカパーJSAT（スカパー!、スカパー!e2）、モバHO!でも放送していた。
NHK・TBS・フジテレビは日本人選手が出場する予定の試合やオールスターゲーム・ポストシーズンを中心に生中継など行っている。当初は地上波では上記3局で月ごとのローテーションを決めていたが、その後週単位のローテーションに変更された。大抵系列のBSでの中継であり、特にNHK BSでの中継本数が多く、BSデジタル放送受信世帯数を押し上げる要因のひとつにもなっている。注目カードは地上波で中継される場合もある。2006年のワールドシリーズはフジテレビでダイジェストとして放送された。また、メジャーリーグ開幕戦を日本の東京ドームにて開催する場合は日本テレビが中継を担当している（年度によってはフジテレビで中継する場合もある）。
スカパー!ではスカチャン（旧パーフェクト・チョイス）にて500試合から600試合の生中継に加えて再放送を行っていた。スカパー!e2では、スカチャン（旧スカチャン!）にて毎日1・2試合程度生中継を行っていた。2006-2007年はJ sports Plus（現J SPORTS 4）でも中継を行っていた（2007年は月曜夜に1試合録画中継）。
2007年4月、モバイル放送（モバHO!）がモバイル放送権を獲得、同年5月より「チャンネルONE」（映像協力・スカパー!）で原則毎日1試合放送していた。また、同年7月より2008年9月まで「モバイル.n」（映像協力・NHK）で月2試合程度放送していた。
2009年、電通は2015年までの契約延長に合意した。新しい契約では、NHK、TBS、フジテレビに加えて、テレビ朝日、テレビ東京、J SPORTSでも放送されることになった。一方で民放キー局のうち、日本テレビだけは放映権料の高騰を理由として、2009年から放映権を獲得しておらず、試合映像の配信も2022年シーズンまで受けていなかった。前述のMLB公式戦を日本で行う場合は例外として、MLBとの間で個別に放映権を購入した上で生中継を行っている。
J SPORTSについては、CS放送の独占放映権に加えて、BS放送（2011年10月よりJ SPORTS 1・2を放送開始、2012年3月よりJ SPORTS 3・4を放送開始）の放映権（非独占）も獲得、同年6月より放送を開始している。
ラジオ放送では、ニッポン放送が1996年頃より独占放送権を持ち、「メジャーリーグ中継」を通常番組を休止して中継したり、通常番組内で日本人選手登板部分のみの中継を行っている。

### インターネット配信
- MLB.tv

2002年より配信開始。2012年現在ではMLB.TVプレミアム(1,2MBまたは800k)とMLB.TV(400k)に分かれる。契約には月額、年額があり、契約すると全試合見られる。自動更新されるため解約には事前申請が必要。最初はPCのみだったが最近はAndroid端末、iPhone・iPad等iOS端末やPS3、XBOXの家庭用ゲーム機に対応している。
MLB.TVにも放送権がついており、TV放送と同じで一部の地域ではNFL等他のスポーツ中継と同様にブラックアウトされることがある。
2010年8月30日よりYouTubeにて録画での試合映像などの配信が開始された。
なお、後述のApple TV+での配信対象となっている試合についてはMLBがAppleとの間で独占配信契約を締結していることから、ライブ配信の対象外となっている。
- DAZN

2023年シーズンはカナダ、ドイツ、イタリア、スイス、オーストリアにて配信されている。2016年から2019年までは日本でも配信されていた。
- Facebook

2018年シーズンより週1試合を独占配信することを発表している。
- YouTube

2019年シーズンから一部試合のライブ配信を開始。2022年シーズンは計15試合を182か国で無料独占配信した。
- SPOTV NOW（旧・SPOZONE）

LIVE SPORTS MEDIAが開始した配信サイト。2020年よりDAZNに代わり日本向け配信を独占的に開始。2021年より韓国向けも独占配信。2023年シーズンはエンゼルス戦全試合を含む1日最大8試合を配信。
- ABEMA

2021年7月1日よりSPOZONE（当時）とのパートナーシップによりレギュラーシーズンの中継を開始。
- Apple TV+

2022年シーズンから毎週金曜日の2試合を「Friday Night Baseball」とのタイトルで配信。アメリカや日本など、世界60超の国と地域にて配信。
- Hulu

2022年シーズンに1日最大2試合、合計324試合を配信していた。
- Amazon Prime Video

2025年シーズンに東京ドームにて行われる開幕シリーズ及びSPOTV NOWからの供給により一部試合の配信を実施予定。また、サブスクリプションとしてMLB.tvも提供し全試合配信予定。